# Ondřej Schweigl

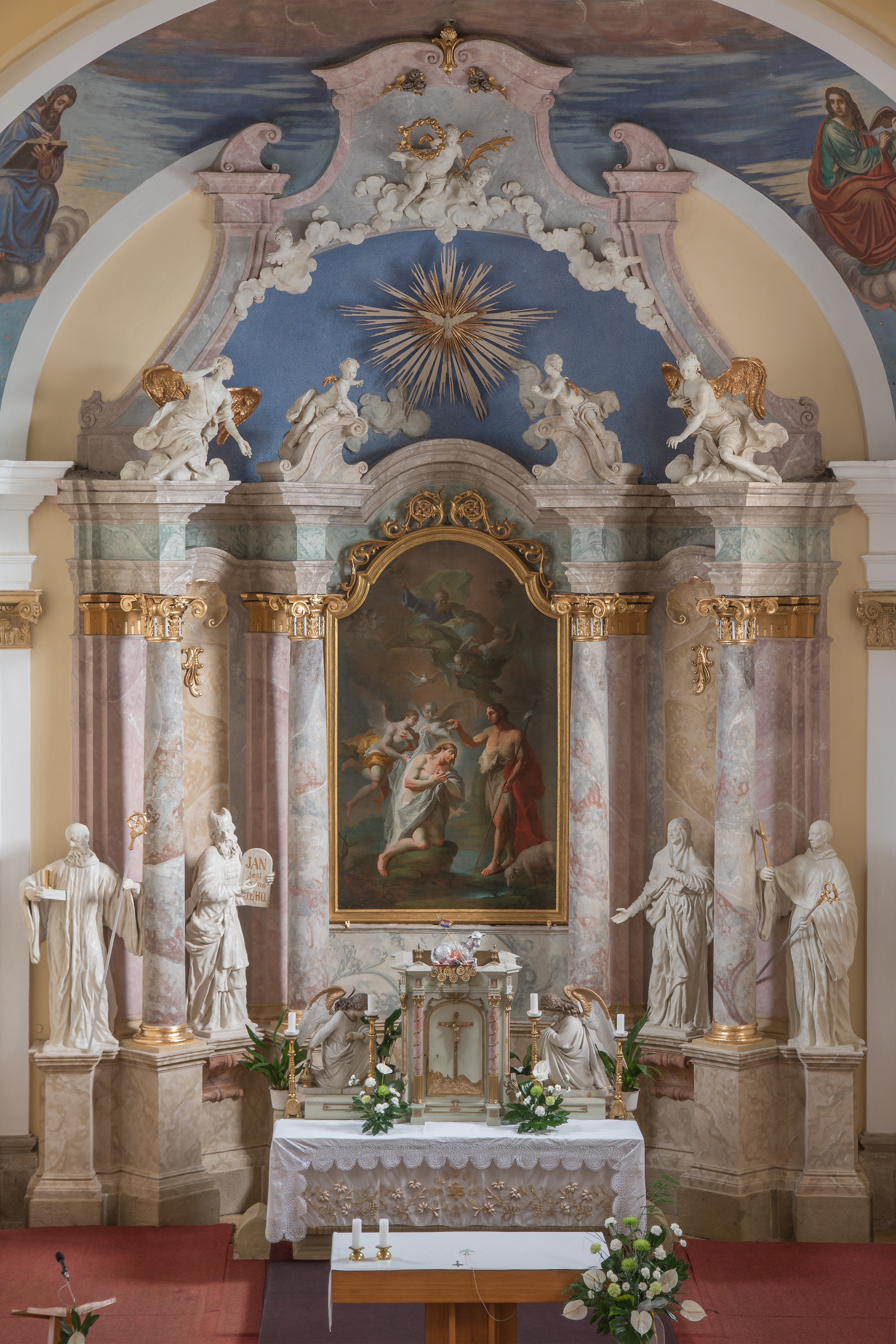
Hlavní oltář, kostel sv. Jana Křtitele v Jalubí (1763)

Ondřej Schweigl (německy Andreas Schweigel, pokřtěn 30. listopadu 1735 Brno – 24. března 1812 Brno) byl moravský barokně-klasicistní sochař, řezbář a štukatér, jehož dílna vybavovala církevní i světské stavby po celé Moravě až po Slezsko.

## Život
Ondřej Schweigl se narodil roku 1735 v Brně jako druhorozený syn brněnského sochaře Antonína Schweigla, původem z tyrolského města Silz a jeho ženy Anny Marie rozené Stättnerové. Byl pokřtěn 30. listopadu téhož roku v kostele sv. Jakuba. Se sochařským řemeslem se seznámil již v útlém mládí, při práci v dílně svého otce. Kresbě se chodil učit k brněnskému malíři a freskaři Janu Jiřímu Etgensosvi. V roce 1755 pak nastoupil čtyřleté studium na Akademii umění ve Vídni u profesora sochaře Jakoba Christopha Schletterera.
Krátce po návratu z Vídně v roce 1761 zemřel otec Antonín a Ondřej byl tak nucen převzít jeho zavedenou dílnu. 27. února 1764 se oženil s Marií Magdalénou Hallerovou a postupně se jim narodilo devět dětí (4 chlapci a 5 dívek). Krátce po svatbě koupil v Jánské ulici č. 19 dům, do kterého přemístil svou dílnu. Postupně zde vybudoval rozsáhlou knihovnu, sbírku obrazů, kreseb, rytin, modelů a odlitků soch a medailí známých osobností. Podařilo se mu rovněž v Brně zřídit vlastní soukromou uměleckou akademii, o jejíž založení dlouhodobě neúspěšně usilovali brněnští umělci. Ve své dílně zaměstnával svého talentovaného bratra Tomáše, z jehož samostatné tvorby ale nemáme mnoho příkladů, nebo Jeronýma Förstera. Prestiž podniku během let stoupla natolik, že Schweigl mohl pracovat na rozsáhlých zakázkách po celé Moravě, od Mikulova po Javorník a zasahoval i do Polska. Zůstal však věrný rodnému Brnu, kde vyzdobil svými díly většinu zdejších barokních chrámů.
Na konci 18. století došlo v důsledku reforem Josefa II. ke změně ekonomických a společenských poměrů, díky čemuž klesl počet významných zakázek ze stran bohatých klášterů. A později se i díky napoleonským válkám rozvíjí hospodářská krize. Přestože dílna dokázala poměrně pružně reagovat na změny poptávky, potažmo klientely, například výrobou užitného vybavení, tak se podnik stárnoucího sochaře bez nástupců chýlil ke konci. Sochař zemřel 24. března roku 1812 ve svém domě na mrtvici. Následně byla ukončena činnost dílny a uzavřena jeho domácí akademie. Rozsáhlé vybavení jeho domu bylo rozprodáno ve veřejné aukci. Žádné z jeho dětí se již sochařství nevěnovalo.
Je zároveň autorem kritického historiografického díla, ve kterém shrnul dosavadní moravskou stavební, malířskou a sochařskou produkci. Tento spis se stal jedním z prvních pramenů k výtvarnému umění a umělcům doby baroka na Moravě, na který odkazují historici umění dodnes. Ondřej Schweigl byl činorodou a osvícenou osobností, jehož stopa se elegantně a nesmazatelně zaryla do umělecké tváře pozdně barokní Moravy.

## Charakteristika tvorby
Potřebné základy oboru získal Ondřej Schweigl již v dílně svého otce Antonína Schweigla. Umění kresby si ale zlepšoval v ateliéru malíře Jana J. Etgense. Při studiu na vídeňské akademii se prostřednictví svého učitele Schletterera seznámil s dílem sochaře Georga Rafaela Donnera a také tvorbou tehdejších rakouských malířů Daniela Grana, Paula Trogera, Františka A. Palka, Franze A. Maulbertsche nebo Martina J. Schmidta. Doma byl ovlivněn díly Josefa Winterhaldera st., Ondřeje Zahnera, Gottfrieda Fritsche, Antonína Rigy nebo Jana Jiřího Schaubergera. Z malířů uznával Josefa Winterhaldera ml. nebo Josef Sterna.
Schweiglovy sochy z jeho vrcholného období se vyznačují protáhlým figurami v graciézním šroubovitém pohybu s rafinovaně řasenými drapériemi. Postavy mají menší hlavy, vypouklé oči, kudrnaté vlasy a vousy. Pozdní období vyniká klasicistními umírněnými tendencemi. Sochy se stávají statičtější s uzavřenými emocemi. Ze sochařského materiálu využíval nejčastěji štuk, který opatřoval bílou polychromií a dřevo, které zlatil v různém stupni lesku. Méně časté jsou jeho venkovní statue v kameni. Těmi pak zdobil např. zahrady zámků ve Vizovicích, Buchlovicích či hradu Pernštejna. Výjimečnou pozici v jeho tvorbě zaujímají díla z kovu, která byla ulita podle vytvořeného modelu (Krucifixy z Lysic nebo Králova Pole).
Učený umělec se věnoval také návrhům oltářních architektur, svatostánků, kazatelen nebo křtitelnic. Typické portálové oltáře byly obloženy barevným pravým i umělým mramorem a rozličnými prvky v rokokových, později klasicistních formách. Kolem roku 1800 nabývaly oltáře střídmých plošších forem se štukovými reliéfy. Navrhoval též samotné interiéry doplňované štukovou výzdobou, např. kostelů v Brně na Petrově, Zábrdovicích, Vranova, nebo Šternberku. Je pravděpodobné, že se Schweigl podílel i na architektonickém návrhu průčelí kartuziánského klášterního kostela Nejsvětější Trojice v Brně-Králově Poli, který jeho dílna rovněž vybavila oltáři. Komplexní návrh prostoru, kde se snoubí štuková a sochařská výzdoba můžeme vidět na zámecké kapli ve Vizovicích. K většině realizací si sochař kreslil návrhy, z nichž se některé dochovaly v tuzemských archivech. Z několika příkladů můžeme Schweigla označit i jako inventora grafických listů. Známý je např. grafický záznam oltáře poutního kostela na Cvilíně, nebo návrh obálky časopisu brněnských iluminátů Mährisches Magazin.

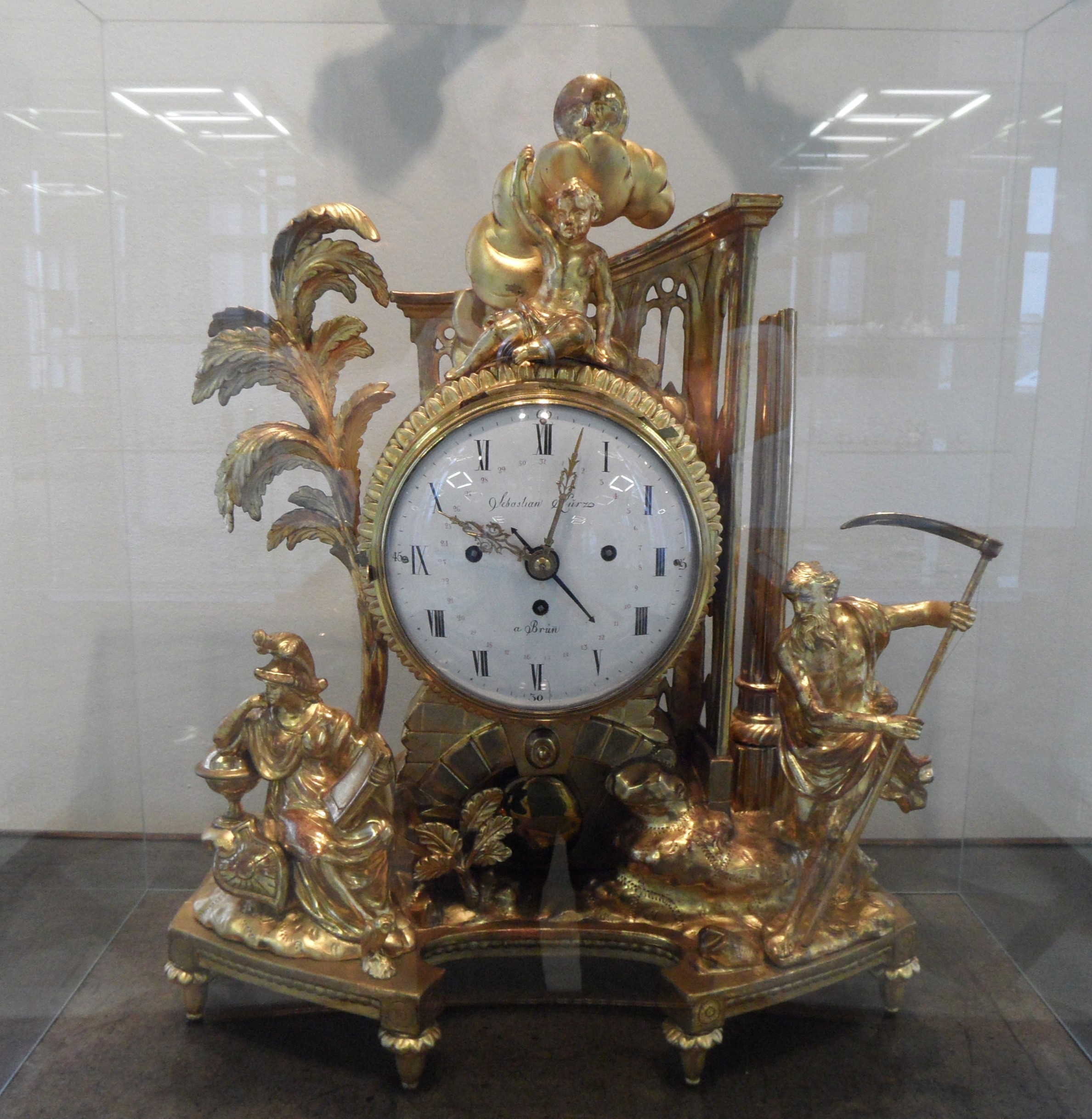
Portálové hodiny s alegorií Času a Vědy, kol. 1790 – Moravská galerie v Brně

Po zániku velkých klášterních domů byla dílna nucena přijímat menší zakázky farností a šlechtických objednavatelů. Vybavení kostelů se stává prostším, oltáře jsou mnohdy redukovány pouze na tabernákl. Dílna se začala více věnovat výrobě užitného vybavení, jako byl nábytek, lustry, svícny, rámy obrazů, hodiny a další truhlářské a řezbářské prvky do interiérů. Doloženými realizacemi byly např. výzdoba tzv. Stříbrného sálu zámku v Buchlovicích nebo dnes nezachovaného vybavení mineralogického kabinetu hraběte Jana Nepomuka Mitrovského pro jeho zámek v Dolní Rožínce; na tomto vybavení se podílel i sochařův bratr Tomáš. Pro přístroje brněnských hodinářů Františka X. Wachtera a Sebastiana Kürze zhotovovala dílna zlacené dřevěné schránky s romantizujícími motivy.

## Dílo
Schweiglovo mimořádně rozsáhlé dílo bylo literárně zhodnoceno a částečně zachyceno již za života samotným umělcem ve svých historiografických přehledech. Dalšímu zpracování se věnoval ve svém mohutném díle o dějinách výtvarného umění Schweiglův přítel historik Jan Cerroni. Na tuto práci navazují historikové, kteří zaznamenávali topografii moravského a slezského regionu, např. Hawlik, Chambrez, Wolny, Braun nebo Wurzbach. Ve dvacátém století bylo sochařovo dílo monograficky zpracováno pouze dvěma nevydanými diplomovými pracemi Mileny Horňanské a Karla Krejčího. Ve svém zatím nedokončeném soupisovém díle Umělecké památky Moravy jej na mnoha místech zaznamenal a připsal Bohumil Samek. Práce na území Rakouského Slezska, přesahující dnešní hranice, zmapoval ve své disertaci Jaromír Olšovský. V současnosti se poznání Schweiglovy tvorby a jeho doby dále výrazně prohlubuje a zasazuje do kontextu pozdního baroka a osvícenství. Těmito otázkami se zabývají převážně pracovníci Semináře dějin umění Masarykovy univerzity Pavel Suchánek a Tomáš Valeš (viz. literatura).
Tučně významné realizace podle samotného autora.

### Výzdoba kostelů

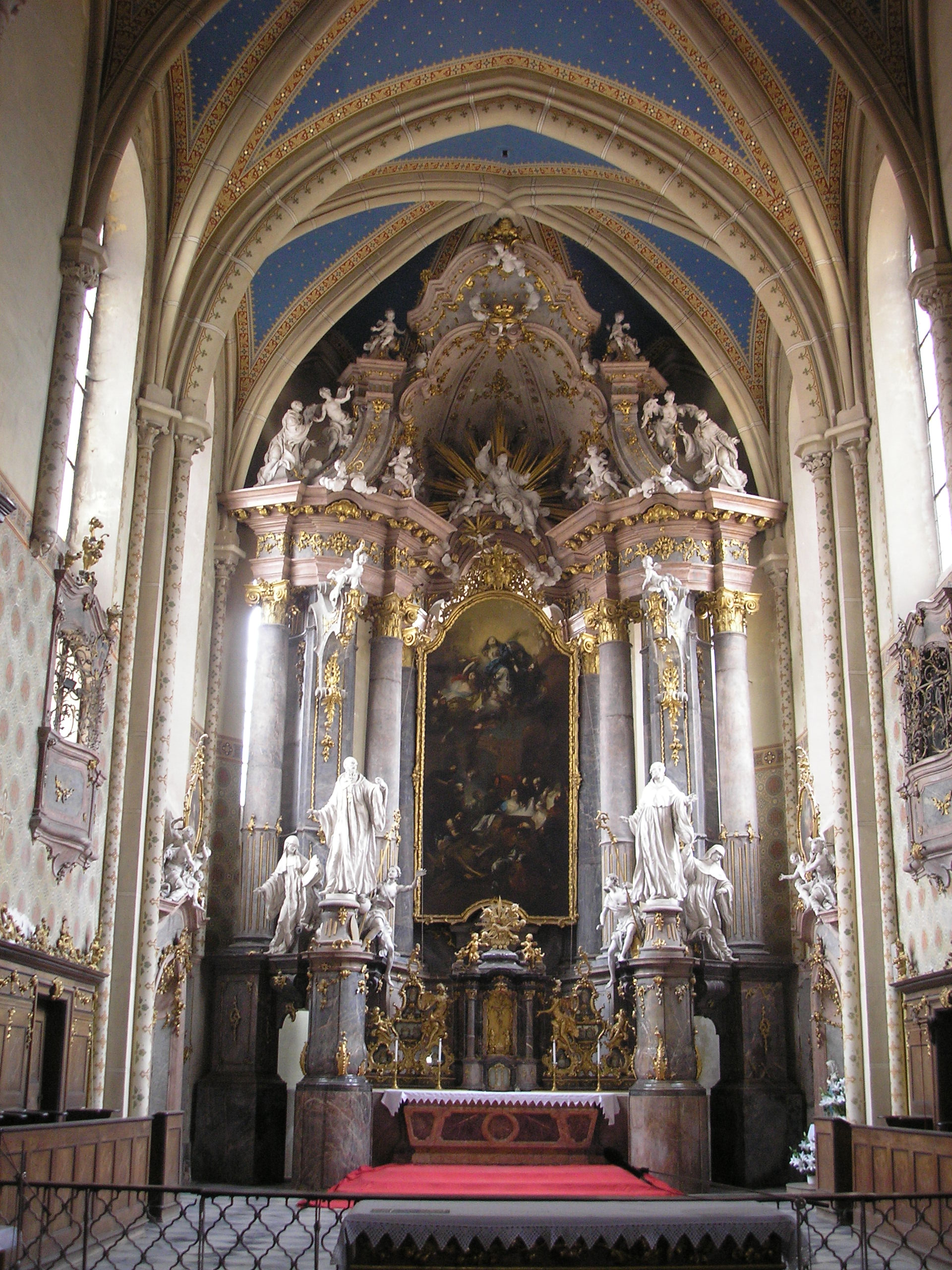
Hlavní oltář, kostel Nanebevzetí Panny Marie, Předklášteří (1766–1769)

- Bedřichov, kostel sv. Mikuláše – soška Vzkříšeného Krista
- Blučina, kostel Nanebevzetí Panny Marie – hlavní oltář, boční oltáře sv. Barbory, sv. Jana Nepomuckého a Bolestné P. Marie (socha Piety je z 19. století) a kazatelna (1767), (dílna)
- Bory, kostel sv. Jiljí – hlavní oltář (1796)
- Bořitov, kostel sv. Jiří – hlavní oltář, kazatelna a křtitelnice (1792)
- Boskovice, kostel sv. Jakuba – hlavní oltář (1794, svěcen 1804), (dílna)
- Březí, kostel sv. Jana Křtitele – dvojice adorujících andělů na tabernáklu (konec 18. století), (dílna)
- Břežany, kostel Zvěstování Panny Marie – hlavní oltář, boční oltáře a křtitelnice (mezi 1766–1769)
- Bučovice, kostel Nanebevzetí Panny Marie – hlavní oltář (1793)
- Buchlovice, kostel sv. Martina – doplnění sochařské výzdoby bočního oltáře sv. Josefa (1805), (dílna)
- Bulhary, kostel sv. Jiljí – hlavní oltář a křtitelnice (kol. 1773)
- Bzenec, kostel sv. Jana Křtitele – hlavní oltář, boční oltář sv. Antonína Paduánského a kazatelna (1807), ?
- Cvrčovice, kostel sv. Jakuba Staršího – dvojice protějškových oltářů (po 1800)
- Čebín, kostel sv. Jiří – dvojice andělů nesoucí obraz na hlavním oltáři (po 1800)
- Čejkovice, kostel sv. Kunhuty – dvojice andělů pocházející snad z tabernáklu hlavního oltáře se nyní nacházejí v nástavci oltáře sv. Anny
- Černovice, kostel Narození sv. Jana Křtitele – hlavní oltář (mezi 1778–1780)
- Česká Třebová, kostel sv. Jakuba Staršího – hlavní oltář a kazatelna (1800), spolupráce se synem Karlem Schweiglem
- Dědice u Vyškova, kostel Nejsvětější Trojice – hlavní oltář, kazatelna a nástavec křtitelnice (kol. 1775)
- Doubravník, kostel Povýšení sv. Kříže – hlavní oltář (1781–1786), boční oltáře sv. Barbory a sv. Josefa (1799), (dílna)
- Drnholec, kostel Nejsvětější Trojice – hlavní oltář (mezi 1757–1760)
- Drásov, kostel Povýšení sv. Kříže – andílci s nástroji Kristova umučení na hlavním oltáři (kol. 1770), (dílna)
- Frýdek, poutní kostel Navštívení Panny Marie – dostavba, řezby a osazení soch hlavního oltáře po Janu Schubertovi, oltář sv. Jana Nepomuckého na jeho zadní straně, sochařská a řezbářská výzdoba varhan a skříně v sakristii (1794–1796), renovace a sochařská výzdoba kaple sv. Kříže rodu Pražmů (1796)
- Frýdek, kostel sv. Jošta – kazatelna (1794–po 1808), (dílna)
- Frýdek-Lískovec, kostel sv. Šimona a Judy – kazatelna (1796), (dílna), část. zachováno
- Hnojník, kostel Nanebevzetí Panny Marie – oltář sv. Kříže s tabernáklem v pohřební kapli Beesů (před 1812), (dílna)
- Horní Dubňany, kostel sv. Petra a Pavla – hlavní oltář (1775), (dílna), Schweiglovým dílem jsou pravděpodobně jen sochy letících andělů po stranách obrazu
- Horní Dunajovice, kostel Nejsvětější Trojice – sošky světlonošů na hlavním oltáři (60. léta), původně snad součástí některého z oltářů kostela sv. Jakuba v Brně
- Horní Věstonice, kostel sv. Rozálie – adorující andělé po stranách tabernáklu z roku 1853, (dílna)
- Hoštice u Zdounek, kostel sv. Jiljí – hlavní oltář, kazatelna a křtitelnice (1812), dokončeno po sochařově smrti
- Hrádek u Znojma, kostel sv. Petra a Pavla – boční oltáře Panny Marie a sv. Jana Nepomuckého (1775), (dílna)
- Jalubí, kostel sv. Jana Křtitele – sochařská výzdoba nástavce hlavního oltáře a kazatelna (1763–1764)
- Jaroslavice, kostel sv. Jiljí – andělé na tabernáklu, socha Krista na kříži a kazatelna, (po 1791), (dílna)
- Javorník, kostel Nejsvětější Trojice – hlavní oltář (1772–1773), úprava bočních oltářů sv. Josefa a sv. Jana Nepomuckého a kazatelny (1774)
- Jevíčko, bývalý augustiniánský kostel Nanebevzetí Panny Marie – křtitelnice? Jakub Scherz?
- Klentnice, kostel sv. Jiří – hlavní oltář, kazatelna a křtitelnice (1792), (dílna)

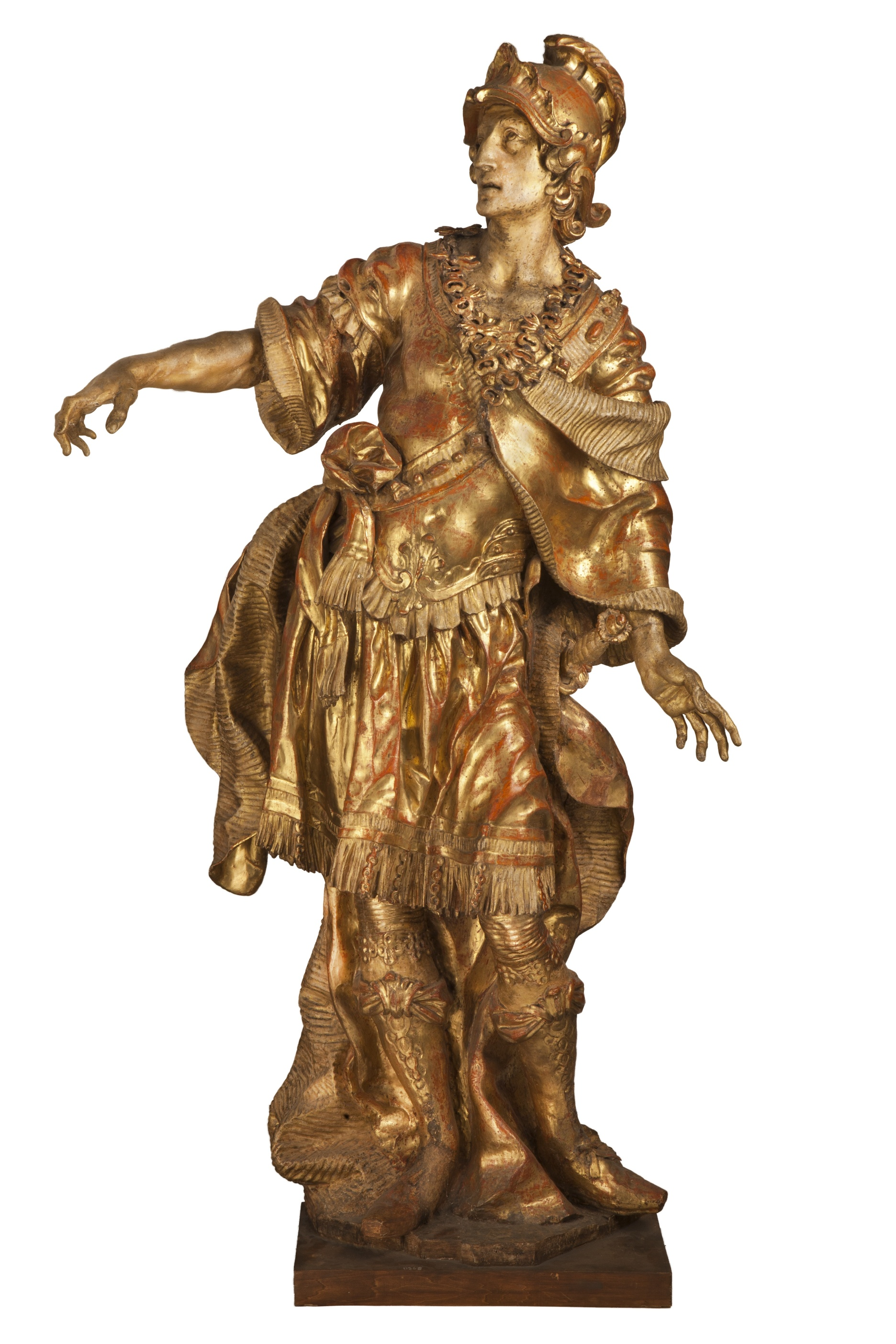
Socha sv. Konstantina z poutního kostela na Cvilíně u Krnova, Slezské zemské muzeum (1764–1766)

- Krnov-Cvilín, poutní kostel Panny Marie Sedmibolestné – hlavní oltář (1764–1766), zachována pouze část architektury, po zrušení kostela v roce 1786 získalo později některé sochy Slezské zemské muzeum v Opavě, tabernákl a letící anděl s křížem byly umístěny v bývalém minoritském kostele Narození Panny Marie v Krnově
- Křetín, kostel sv. Jeronýma – dřevořezba Krista na kříži s oranty na tabernáklu, původně v zámecké kapli v Dolní Rožínce
- Křtiny, poutní kostel Jména Panny Marie – andílci s plamennými vázami na hlavním oltáři, socha Boha Otce nad ním (poč. 60. let.), účast na oltářích sv. Barbory a 14 sv. pomocníků (s otcem) (kol. 1765), část oltáře sv. Kříže (1770), kazatelna a křtitelnice (před 1770) (dílna), socha Archanděla Michaela nad varhany (70. léta), boční oltář sv. Jana a Pavla (1782), reliéfy sv. Norberta a sv. Augustina (před 1784)
- Kučerov, kostel sv. Petra a Pavla – sochy sv. Floriána a Piety v nikách bočních oltářů (1784)
- Kunín, zámecký kostel Povýšení sv. Kříže – návrh hlavního oltáře, realizace roku 1815 Benediktem Edele
- Kuřim, kostel sv. Maří Magdalény – hlavní oltář, kazatelna a křtitelnice (konec 18. století)
- Kyjov, kostel Nanebevzetí Panny Marie – hlavní oltář (1792), kazatelna a křtitelnice (1802), (dílna)
- Litenčice, kostel sv. Petra a Pavla – tabernákl hlavního oltáře, boční oltáře a křtitelnice (po 1800), (dílna)
- Lysice, kostel sv. Petra a Pavla – štuková výzdoba?, hlavní oltář, boční oltáře sv. Petra a sv. Pavla, socha Panny Marie ze zaniklého oltáře, kazatelna, křtitelnice, výzdoba panských oratoří, svícny (kol. 1784), (dílna), tabernákl (1771), původně stál na oltáři královny Konstancie v klášteře Porta Coeli, přenesen roku 1782, bronzový krucifix na hlavním oltáři (kol. 1770), pochází z kaple sv. Máří Magdaleny, která stála při kartuziánském kostele v Brně
- Mikulov, kostel sv. Václava – přizdívka hlavního oltáře se soškami andílků, boční oltáře sv. Barbory a Poslední večeře, kazatelna a protějškové Ukřižování (kol. 1765), (dílna)
- Mikulov, kostel sv. Jana Křtitele – reliéf sv. Filipa (sv. Františka Xaverského) křtícího eunucha etiopské královny v křestní kapli (do 1784)
- Milonice, původní farní kostel – sochařská výzdoba, nezachováno

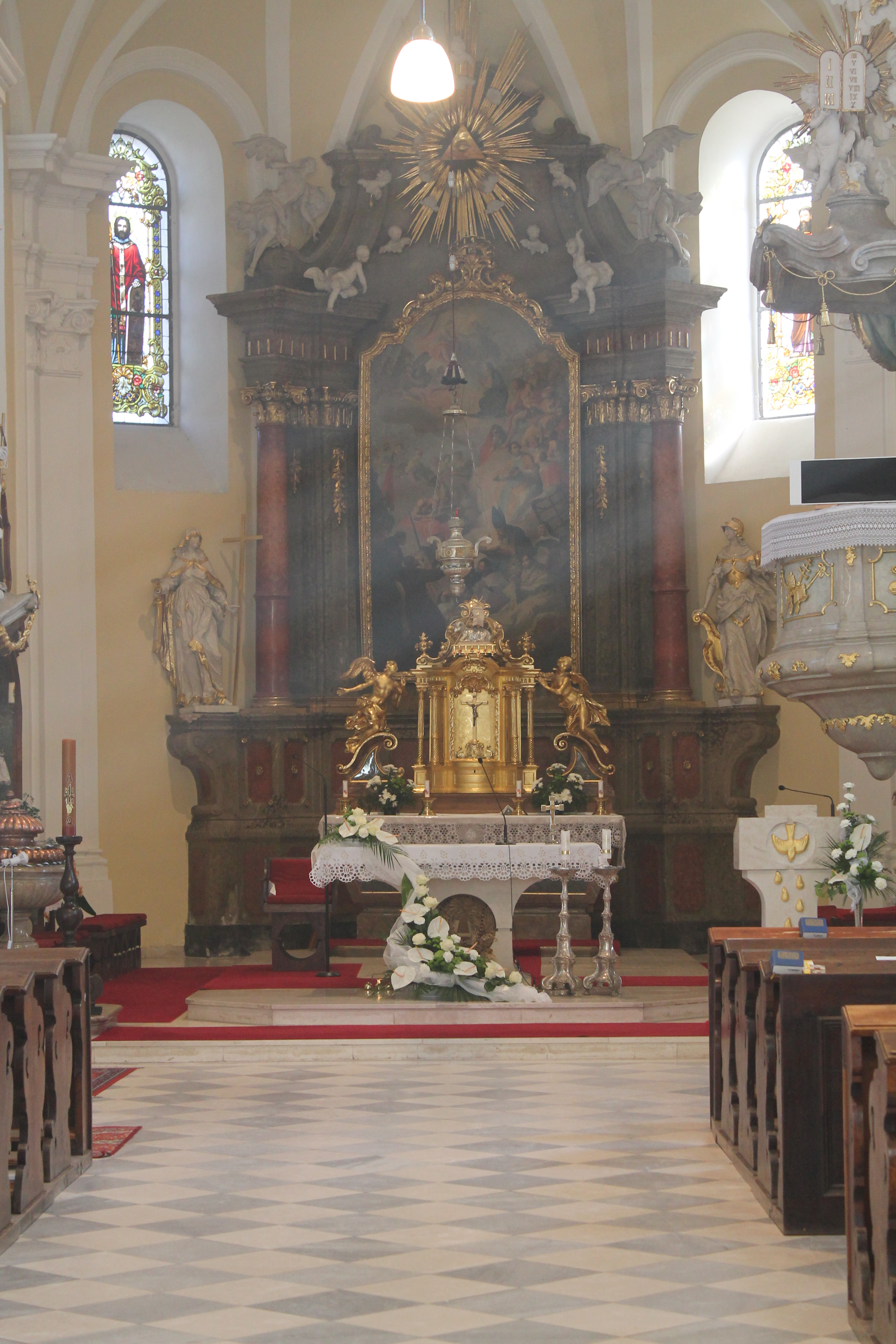
Hlavní oltář, kostel Všech svatých v Miloticích (1774–1775)

- Hlavní oltář, kostel Všech svatých v Miloticích (1774–1775)Milotice, kostel Všech Svatých – sochařská výzdoba bočních oltářů Nejsvětější Trojice a Bolestné Panny Marie (1767–1768), boční oltáře sv. Bartoloměje a sv. Jana Nepomuckého (1770–1774), hlavní oltář, výzdoba presbytáře (částečně nedochována), kazatelna a nástavec křtitelnice (1774–1775), boční oltář sv. Kříže (1808)
- Modřice, kostel sv. Gotharda – hlavní oltář, kazatelna a boční oltáře sv. Jana Nepomuckého a sv. Kateřiny (kol. 1790–1800), (dílna)
- Netín, kostel Nanebevzetí Panny Marie – hlavní oltář, kazatelna a křtitelnice, zachovány pouze fragmenty (nástavec křtitelnice)
- Nikolčice, kostel sv. Jakuba Staršího – hlavní oltář (mezi 1777–1779), (dílna)
- Olbramovice, kostel sv. Jakuba Staršího – 3 sochy z původního hlavního oltáře (1781)
- Oslavany, kostel sv. Mikuláše – hlavní oltář, boční oltáře sv. Jana Nepomuckého a sv. Josefa, kazatelna a křtitelnice (1799–1801)
- Ostrovačice, kostel sv. Václava a sv. Jana Křtitele – hlavní oltář (1769) a křtitelnice (1798), sochařská výzdoba hlavního oltáře byla nahrazena v polovině 19. století
- Pohořelice, kostel sv. Jakuba – sochy světců na brankách hlavního oltáře z původního oltáře (1801)
- Předklášteří u Tišnova, cisterciácký kostel Nanebevzetí Panny Marie – dokončení a sochařská složka hlavního oltáře podle návrhu Josefa Winterhaldera st., boční oltáře sv. Jana Nepomuckého a sv. Jana Křtitele (1766–1769), Seslání Ducha svatého, sv. Bernarda, kazatelna a křtitelnice (po 1769), náhrobní oltář královny Konstancie (1771), z oltáře královny se zachoval pouze tabernákl, který byl po zrušení kláštera roku 1782 přenesen na hlavní oltář kostela v Lysicích
- Radostín nad Oslavou, kostel sv. Bartoloměje – kazatelna a křtitelnice (kol. 1780), (dílna), víko je v současnosti zapůjčeno do expozice Diecézního muzea v Brně
- Rajhrad, benediktinský kostel sv. Petra a Pavla – úprava hlavního oltáře s využitím původních soch Ignáce Lengelachera (1776), boční oltář Všech svatých benediktinského řádu a část oltáře Příbuzenstva Kristova (1778) – sochy sv. Ambrože a sv. Augustina jsou od Benedikta Edeleho
- Rosice, kostel sv. Martina – hlavní oltář, boční oltář sv. Kříže a kazatelna (mezi 1778–1785), (dílna)
- Strachotín, kostel sv. Oldřicha – sochařská výzdoba, nezachováno, pouze křtitelnice
- Slatinice, kostel Nanebevzetí Panny Marie – oltáře, kazatelna a křtitelnice (1801–1803), (dílna)
- Sněžné, kostel sv. Kříže – hlavní oltář
- Strachotín, kostel sv. Oldřicha – boční oltáře Panny Marie Lurdské a sv. Josefa (poč. 90. let)
- Svatobořice-Mistřín, kostel Navštívení Panny Marie – sochařská výzdoba, nezachováno
- Svitavy, kostel Navštívení Panny Marie – návrh křtitelnice a kazatelny (1795), realizoval bratr Tomáš Schweigl
- Svitávka, kostel sv. Jana Křtitele – tabernákl hlavního oltáře (kol. 1780)
- Syrovice, kostel sv. Augustina – tabernákl hlavního oltáře (kol. 1800), (dílna)
- Šakvice, kostel sv. Barbory – kazatelna (kol 1800), (dílna)
- Šternberk, kostel Zvěstování Panny Marie – návrh interiéru, hlavní oltář a kazatelna, reliéfní boční oltáře sv. Kříže a Poslední večeře Páně a boční oltáře sv. Augustina a sv. Jana Nepomuckého (1798–1804)
- Tišnov, kostel sv. Václava – hlavní oltář (kol. 1780–1800), (dílna)
- Tovačov, kostel sv. Václava – hlavní oltář, kazatelna a křtitelnice, boční oltář sv. Terezie (1803–1806), (dílna)
- Troubsko, kostel Nanebevzetí Panny Marie – hlavní oltář, boční oltáře sv. Jana Nepomuckého a sv. Josefa (kol. 1765)
- Trstěnice, kostel Povýšení sv. Kříže – hlavní oltář a kazatelna

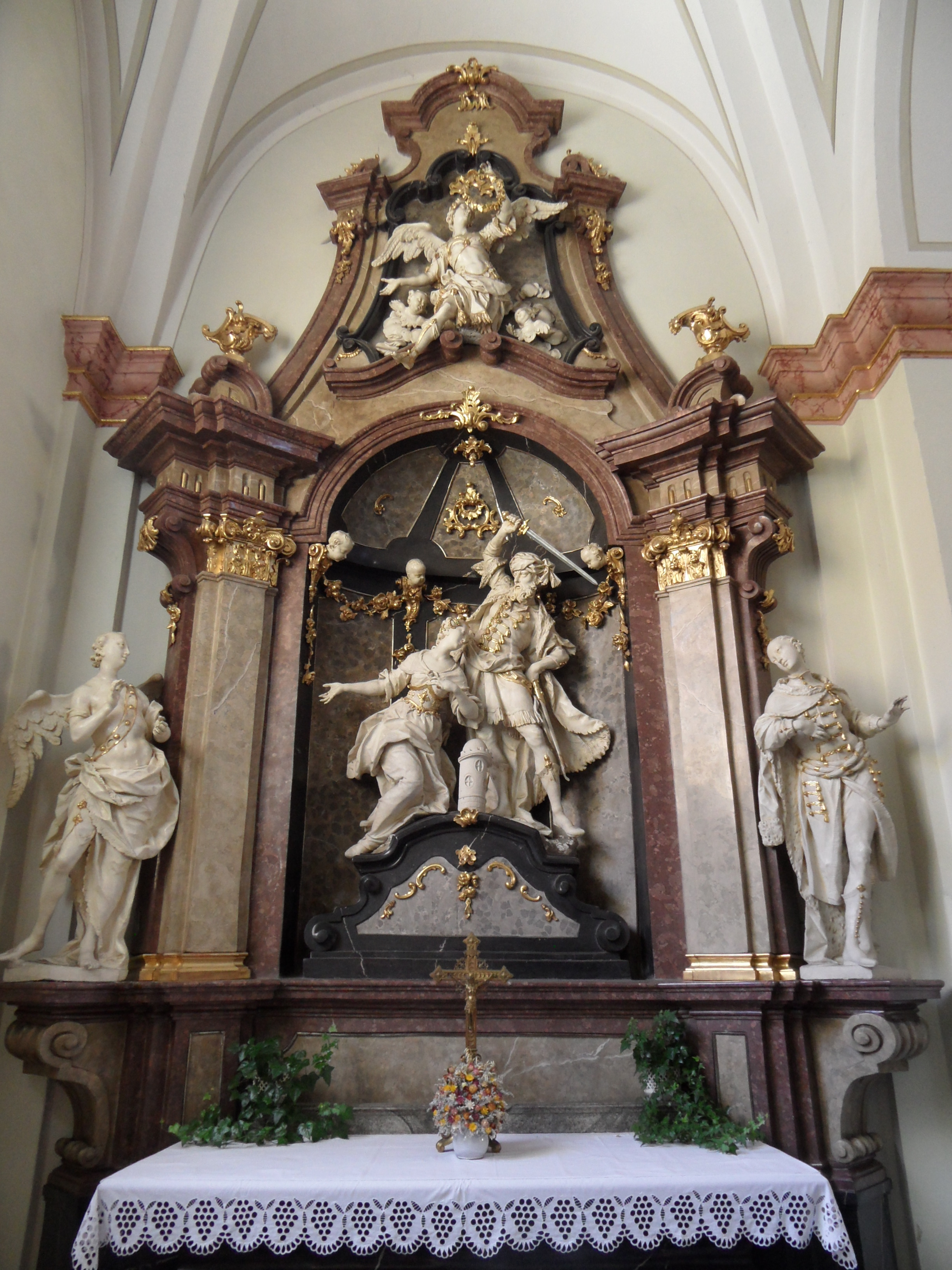
Oltář sv. Barbory, kostel sv. Františka Xaverského, Uherské Hradiště (1770–1773)

- Uherské Hradiště, kostel sv. Františka Xaverského – boční oltáře P. Marie Bolestné, sv. Barbory, sv. Ignáce a sv. Josefa (1770–1773) a kazatelna (1770)
- Uničov, bývalý minoritský kostel Povýšení sv. Kříže – dvojice bočních oltářů (60. léta), v 70. letech 20. století byly sochy z oltářů sejmuty a dnes jsou vystaveny v Muzeu baroka v Uničově
- Velké Heraltice, kostel Neposkvrněného početí Panny Marie – hlavní oltář (1766), (dílna)
- Velké Němčice, kostel sv. Václava a Víta – kazatelna (kol. 1770), (dílna), v kostele v současnosti není
- Velké Meziříčí, kostel sv. Mikuláše – sochařská výzdoba, zachovány pouze andělé z tabernáklu hlavního oltáře a oltář sv. Anny se štukovými dekoracemi kaple? (70. léta 18. stol.)
- Velké Opatovice, kostel sv. Jiří – tabernákl, kánonické tabulky, svícny, kazatelna (1790), dvojice letících andělů po stranách milostného obrazu Krista-Pax vobis (1804), dnes je obraz umístěn mimo hlavní oltář
- Veselí nad Moravou, kostel sv. Andělů strážných – návrh interiéru presbytáře, hlavní oltář (1784–1791), (dílna)
- Veverská Bítýška, kostel sv. Jakuba – hlavní oltář (1807–1810)
- Vidnava, kostel sv. Kateřiny Alexandrijské – hlavní oltář a kazatelna (1. poloviny 70. let 18. století), (dílna)
- Vizovice, zámecká kaple Panny Marie Matky Dobré rady – návrh interiéru včetně štukové výzdoby, hlavní oltář, kazatelna, boční oltáře sv. Jana Nepomuckého, sv. Františka z Assisi a sv. Jana z Boha (1774–1777)
- Vlkoš, kostel Nanebevzetí Panny Marie – hlavní oltář, kazatelna a křtitelnice (1771–1776), (dílna)
- Vracov, kostel sv. Vavřince – sochy z hlavního oltáře, (kol 1780–1800), (dílna)
- Vranov, paulánský poutní kostel Narození Panny Marie – návrh interiéru, boční oltáře sv. Františka z Assisi, Čtrnácti sv. pomocníků, sv. Rodiny, sv. Jana Nepomuckého, sv. Františka Saleského, kazatelna a epitaf rodu Lichtenštejnů, oltář sv. Kříže v kapli sv. Rozálie (1777–1779)
- Vyškov, kostel Nanebevzetí Panny Marie – hlavní oltář, kazatelna a křtitelnice (1809–1811)
- Znojmo-Hradiště, křížovnický kostel sv. Hypolita – boční oltáře sv. Anny a sv. Jana Nepomuckého (1765), (dílna), dva andílci z oltáře sv. Anny jsou na hlavním oltáři, kazatelna
- Žarošice, kostel sv. Anny – sochařská výzdoba (1802), (dílna), hlavní oltář je od Tomáše Schweigla
- Žďárná, kostel sv. Bartoloměje – návrh interiéru presbytáře, hlavní oltář (kol. 1765)
- Žďár nad Sázavou, cisterciácký kostel Nanebevzetí Panny Marie – boční oltář Božího hrobu (1780)
- Želešice, kostel Neposkvrněného početí Panny Marie – hlavní oltář, kazatelna a křtitelnice, většina soch byla ukradena v roce 2010[21]
- Žerotice, kostel sv. Martina – boční oltáře Svaté Rodiny a Rodiny P. Marie (1782)
- Drasenhofen-Stützenhofen, Rakousko, kostel Všech svatých – hlavní oltář (1804)
- Polský Těšín, Polsko, bývalý dominikánský kostel sv. Maří Magdalény – hlavní oltář (1794), (dílna), obnoven v 19. století
- Skoczów, Polsko, kostel sv. Petra a Pavla – hlavní oltář (90. léta 18. století–první desetiletí 19. století), (dílna), obnoven 1891

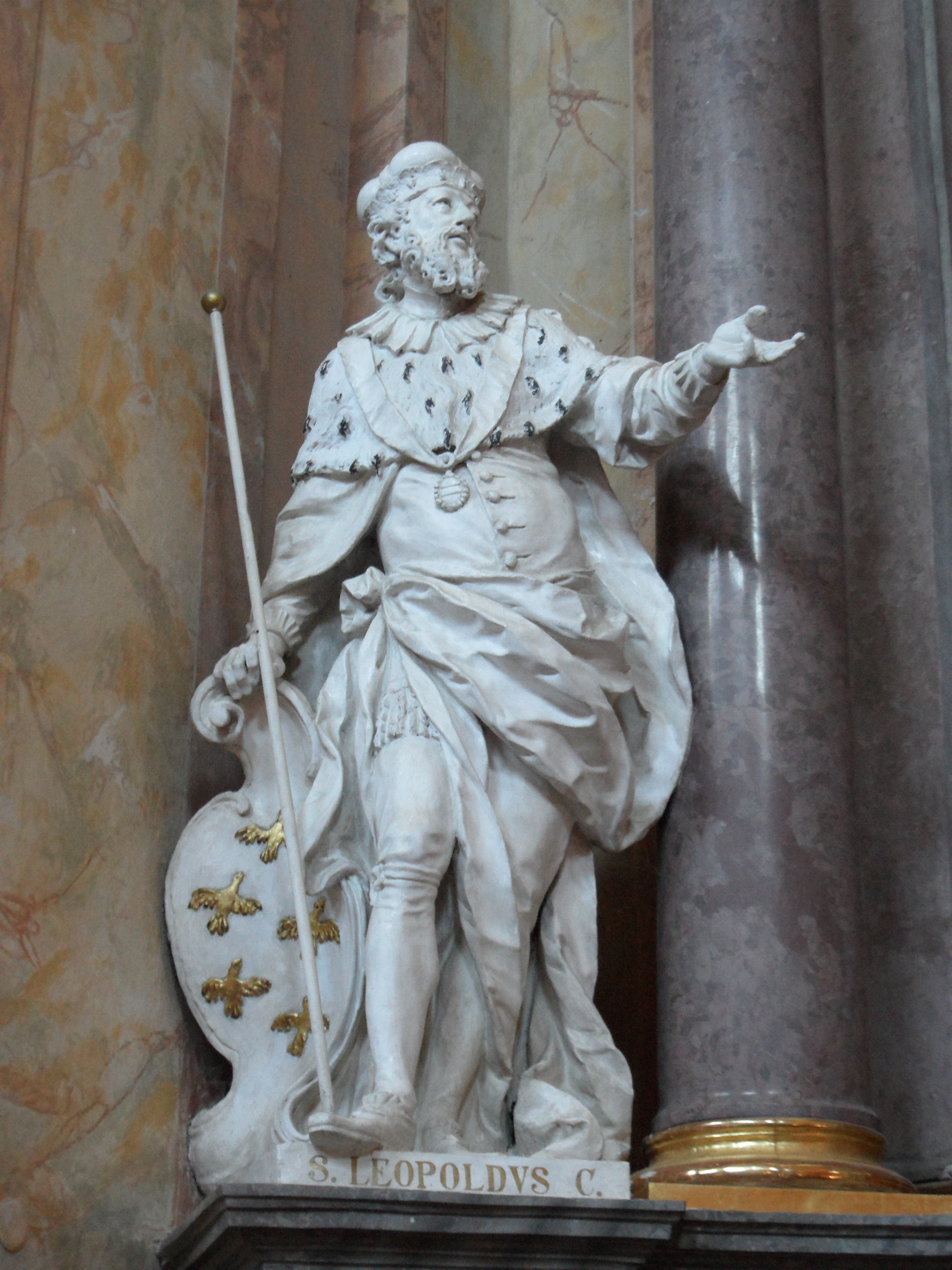
Socha sv. Leopolda, kostel Narození P. Marie, Vranov (1777–1779)
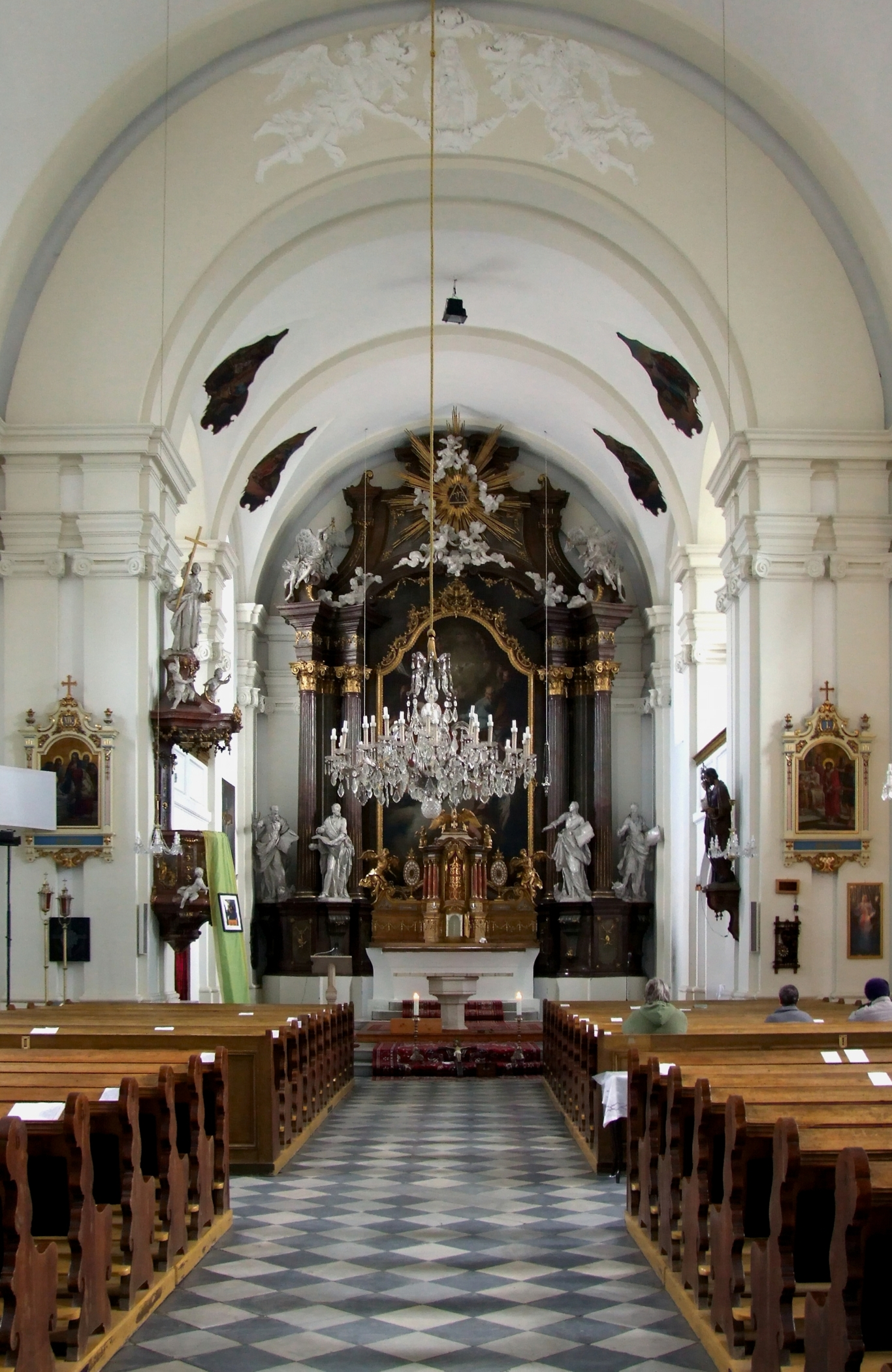
Interiér kostela Nejsvětější Trojice, Javorník (1772–1774)
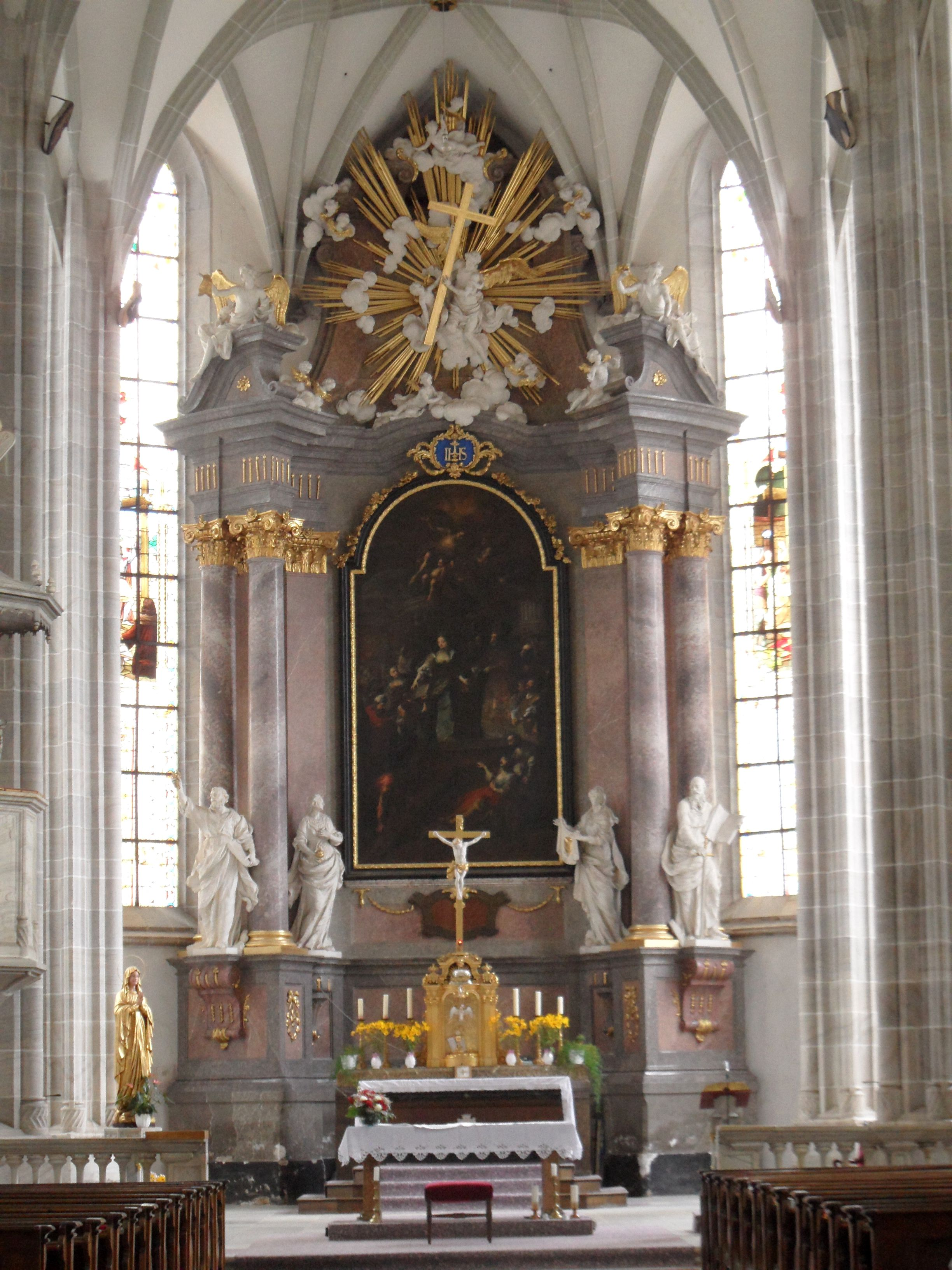
Hlavní oltář, kostel Povýšení sv. Kříže, Doubravník (1781–1786)
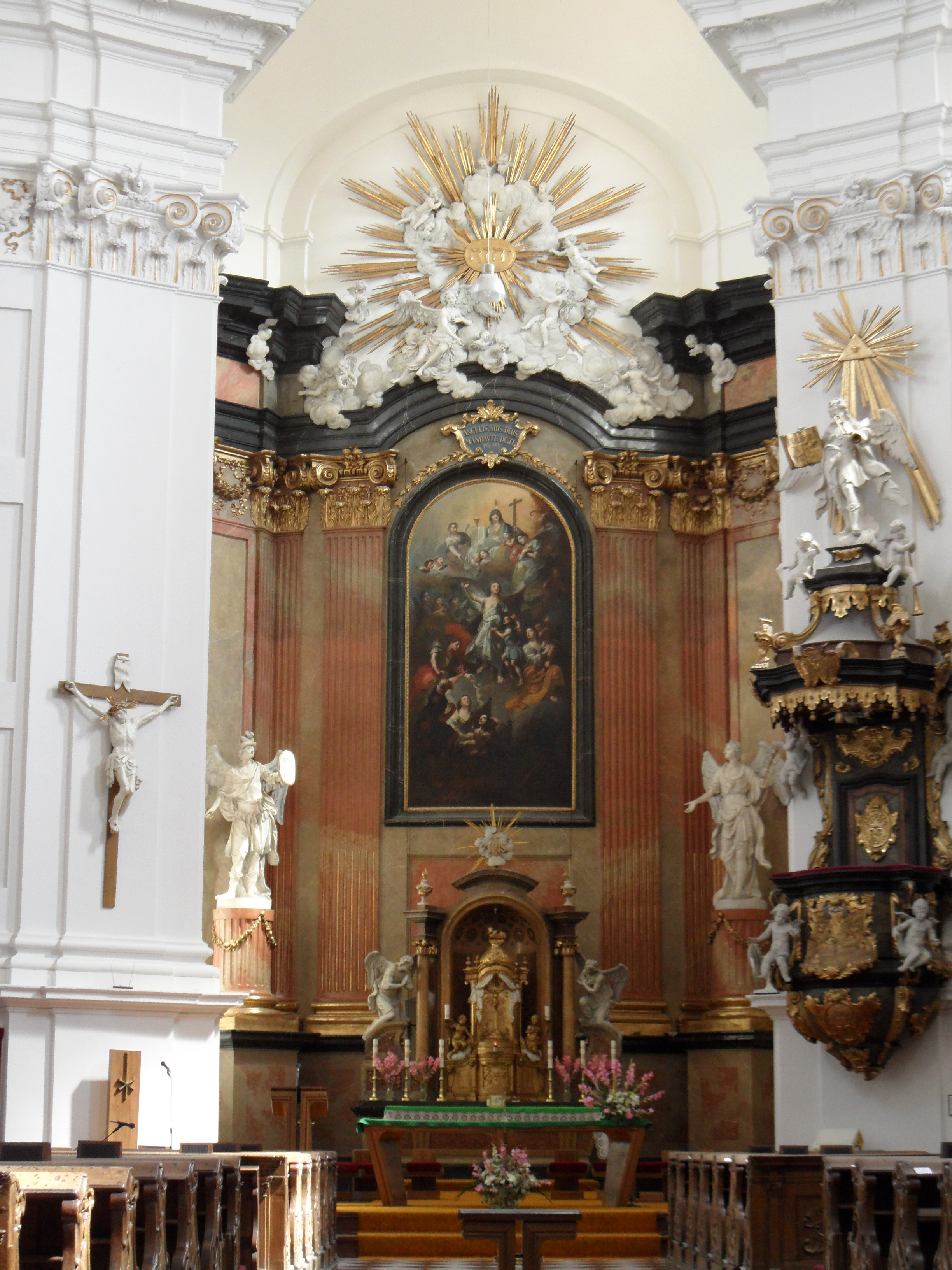
Hlavní oltář, kostel sv. Andělů strážných, Veselí nad Moravou (1784–1791)
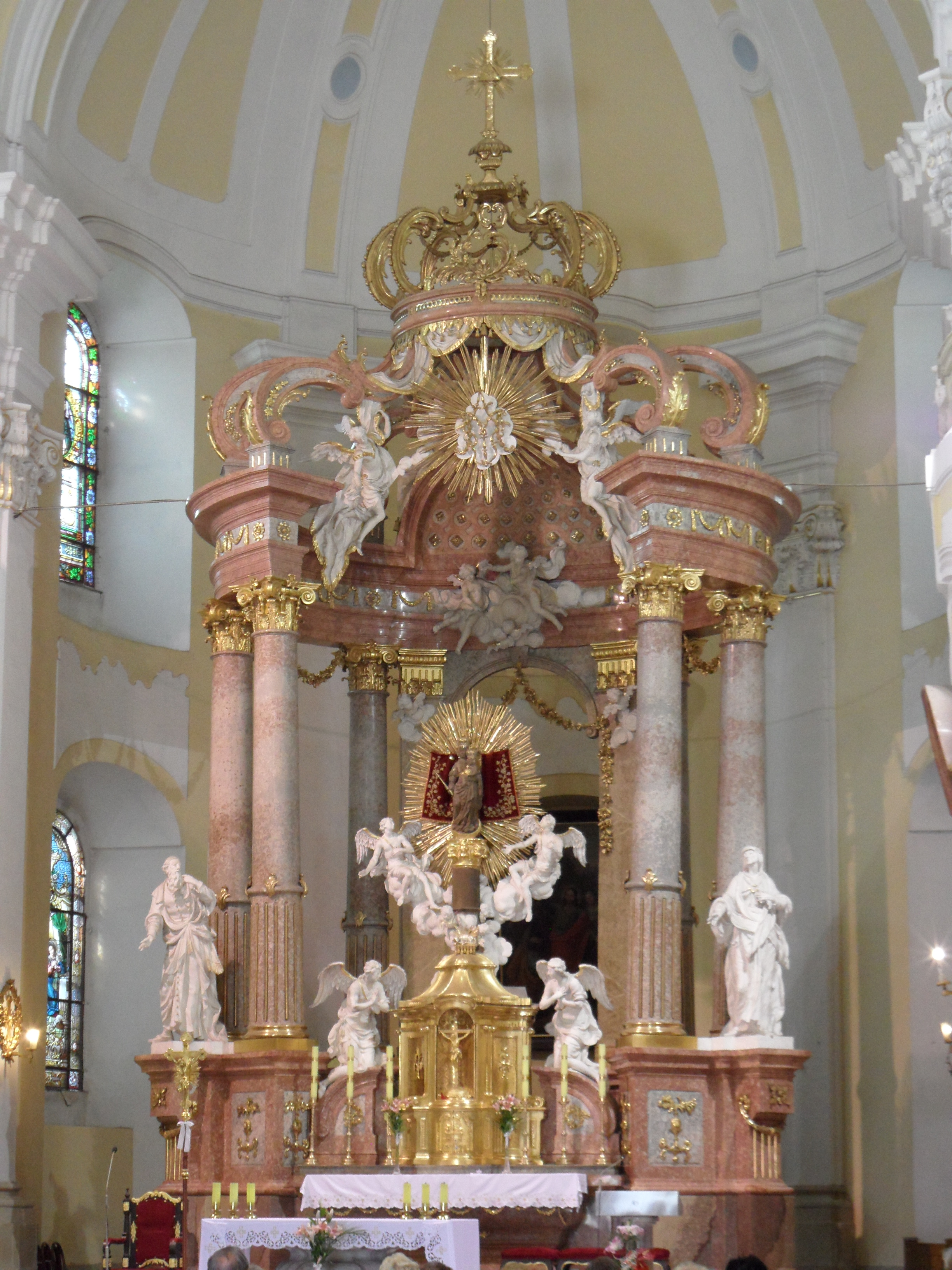
Hlavní oltář, bazilika Navštívení Panny Marie, Frýdek (1794–1796)
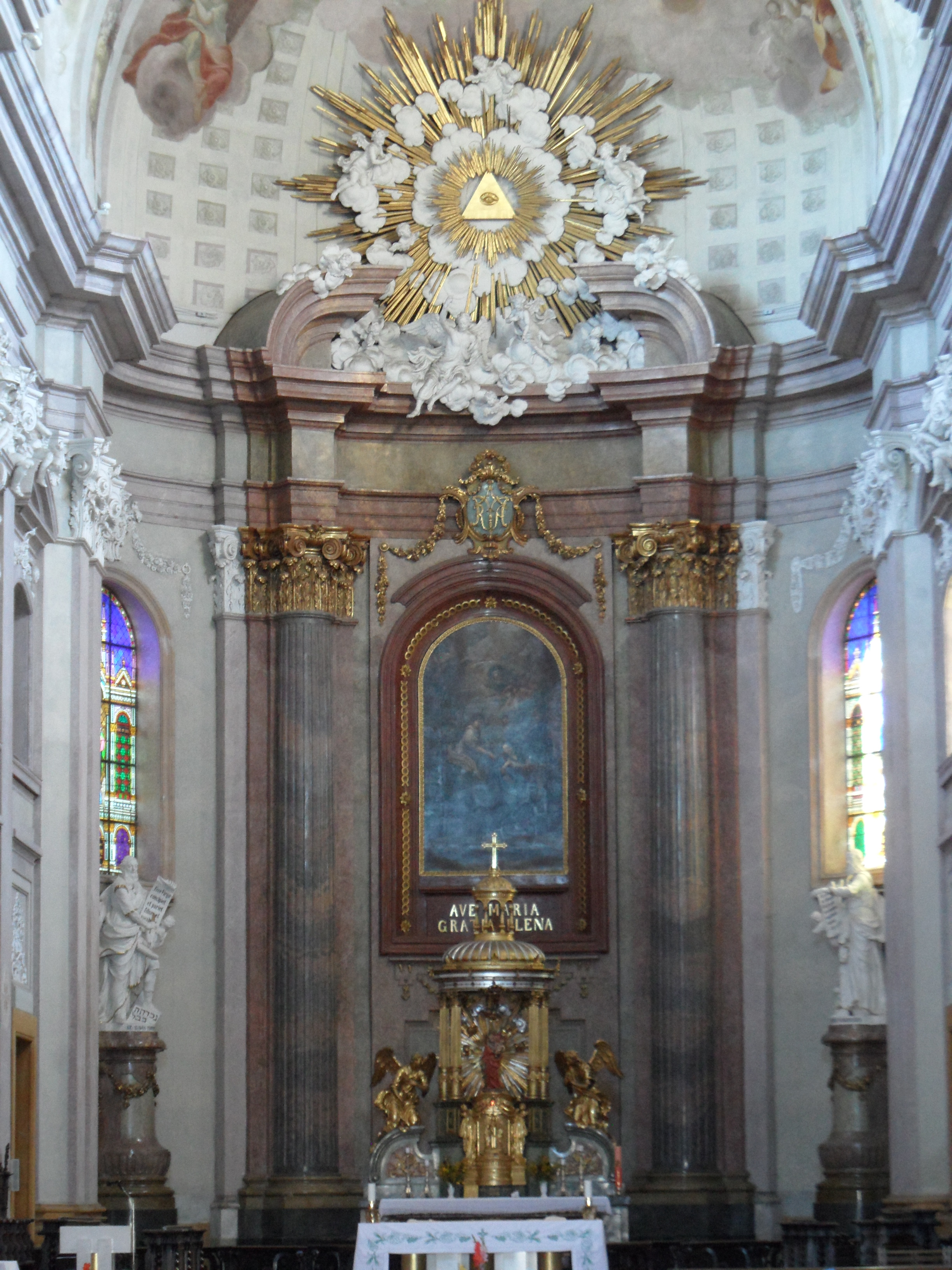
Hlavní oltář, kostel Zvěstování Panny Marie, Šternberk (1798–1803)
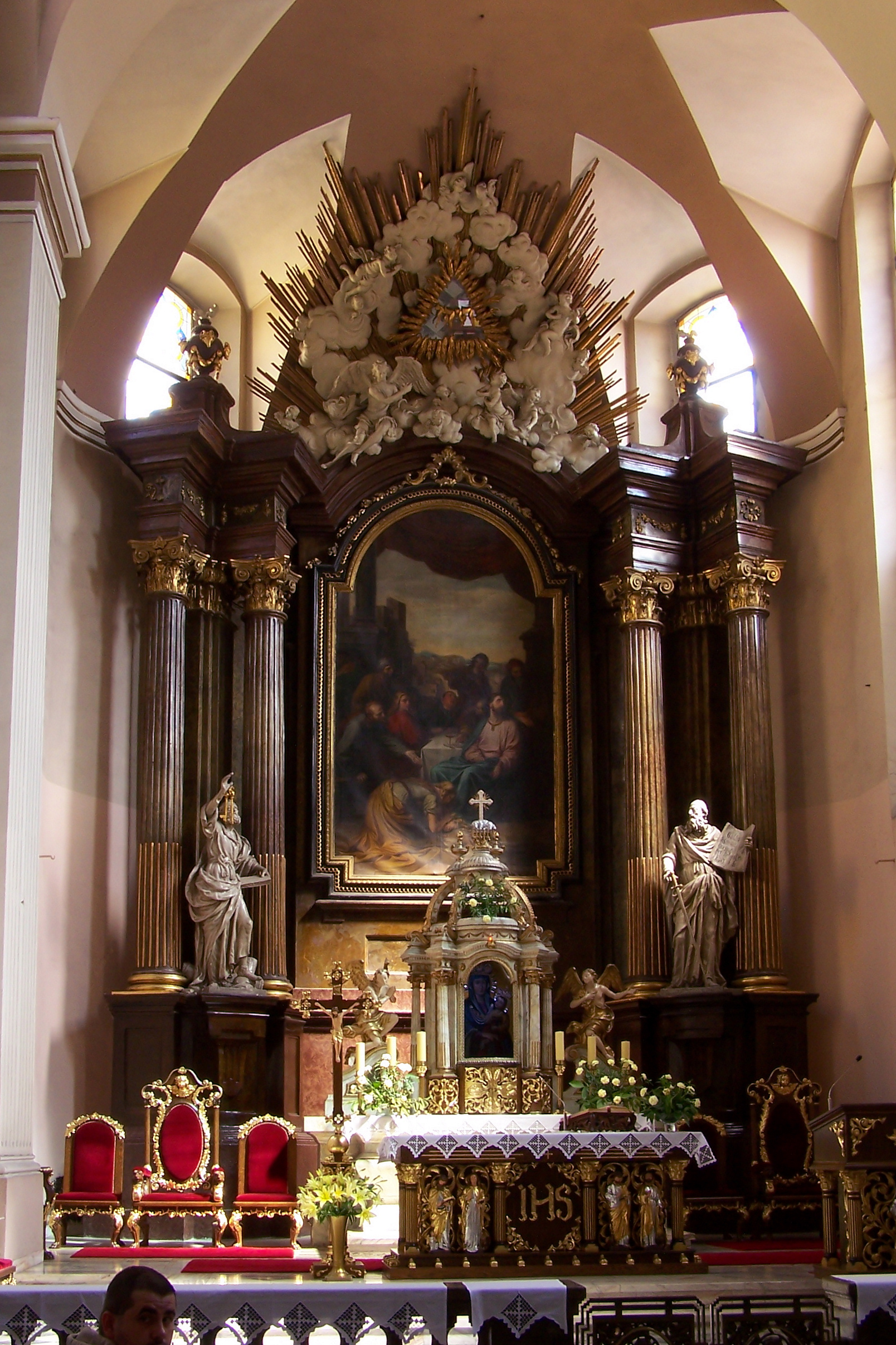
Hlavní oltář, kostel sv. Petra a Pavla, Skoczów (1790–1810)

### Venkovní realizace

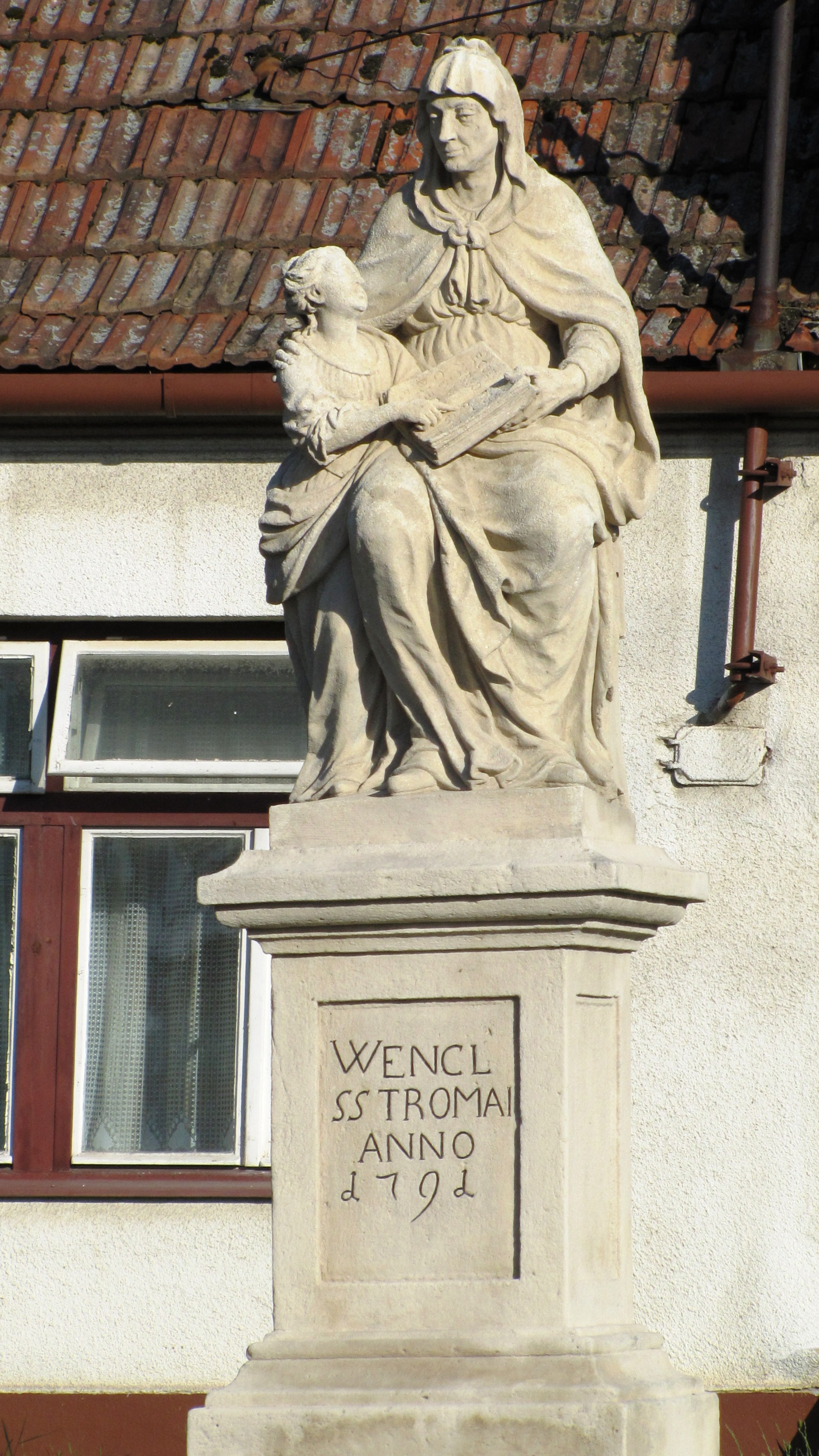
Socha svaté Anny z roku 1791 ve Svatobořicích-Mistříně

- Buchlovice – sochařská výzdoba a kompozice zámecké zahrady (1794–1797), obelisk s erbem Petřvaldských, sochy Apolla, Merkura, Ledy, Venuše, Sokrata, čtyři monumenty, putti a poustevna, zachován pouze obelisk
- Čejkovice, socha sv. Aloise z Gonzagy u kostela sv. Kunhuty
- Doubravník – socha sv. Šebestiána (1776)
- Horní Dunajovice – pomník/náhrobek? (kol. 1800)
- Hoštice u Zdounek – plastika plačící ženy pro hrobku Geisslern-Türkheimů (2. pol. 18. stol.)
- Hrádek u Znojma – socha Panny Marie Immaculaty u silnice do vsi (1797), sochy Salvátora, sv. Petra a sv. Pavla na bráně ohradní zdi kostela (1797), sloup se sousoším Loučení Krista s Pannou Marií (kol. 1800)
- Koryčany – socha Panny Marie Immaculaty (1798), osazena 1806
- Milotice, ohradní zeď kostela – sochy sv. Floriána, sv. Izidora (polovina 18. století), sv. Anny, sv. Josefa a sv. Vendelína (60. léta), socha sv. Vendelína je zde usazena druhotně
- Odrovice – socha sv. Jana Nepomuckého (1762)
- Pernštejn, hradní park 
  - obelisk Ignáce Schröffla z Mannsberku (1806), (dílna) – reliéfy z obelisku nahrazeny kopiemi a umístěny v expozici parku v budově předhradí
  - kenotaf Franze Schröffla z Mannsberku se sousoším plačící ženy s dětmi (1807) – sousoší nahrazeno kopií a umístěno v expozici parku v budově předhradí
- Plaveč – sochařská výzdoba zámeckého parku (1807), zachováno pouze torzo několika soch
- Rousínov-Slavíkovice – pomník Orby Josefa II. (po 1804), nezachováno
- Skoronice - Boží muka Tři Františci (1770), na třech medailonech obelisku jsou zobrazeni sv. František Xaverský, sv. Karel Boromejský a sv. Konstantin a Primitiv
- Svatobořice-Mistřín – sousoší sv. Anny vyučující Pannu Marii (1791)
- Troubsko – sloup Nejsvětější Trojice (1787)
- Uhřice – socha sv. Jana Nepomuckého (1775)
- Velehrad – sousoší Sen sv. Luitgardy a sousoší Sen sv. Bernarda u bočního vchodu kláštera (1767), původně na nedalekém mostku přes Salašku, statue sv. Bernarda byla značně poškozena v říjnu 2013 při autonehodě
- Velký Újezd – památník s postavou truchlícího génia na počest rodičů hraběte Leopolda Podstatského na hřbitově, (1795), nezachováno
- Veselí nad Moravou, zámecký park – pomník maršála Gideona Ernsta Laudona (po 1790)
- Vizovice, zámek – sošky puttů s erbem a vázami a na štítech střechy, vázy v nikách zahradního průčelí, sochy dvou gladiátorů v zámeckém parku (kol. 1775)
- Želetice – pomník maršála Gideona Ernsta Laudona (kol. 1790)

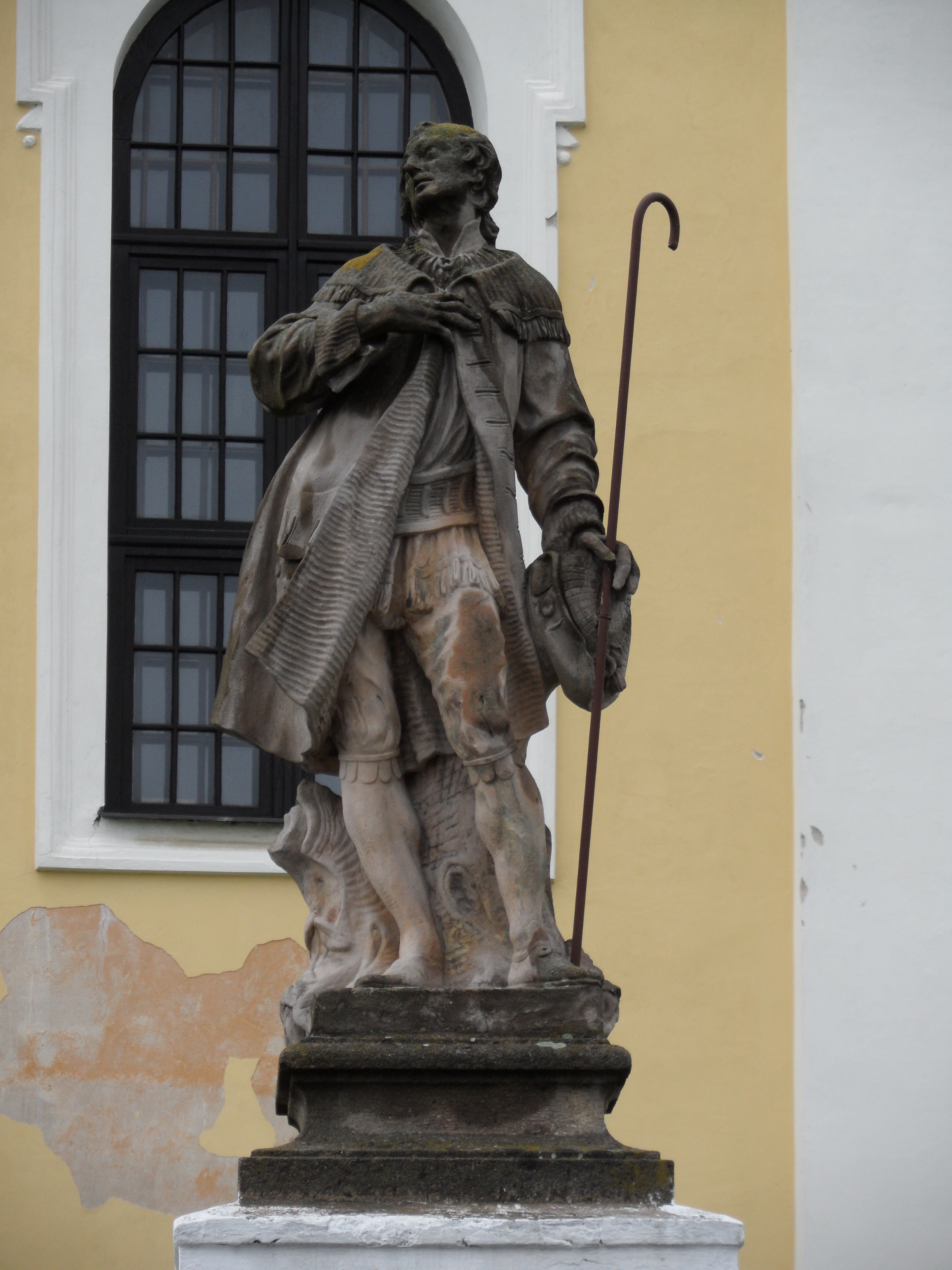
Socha sv. Izidora, Milotice (60. léta)
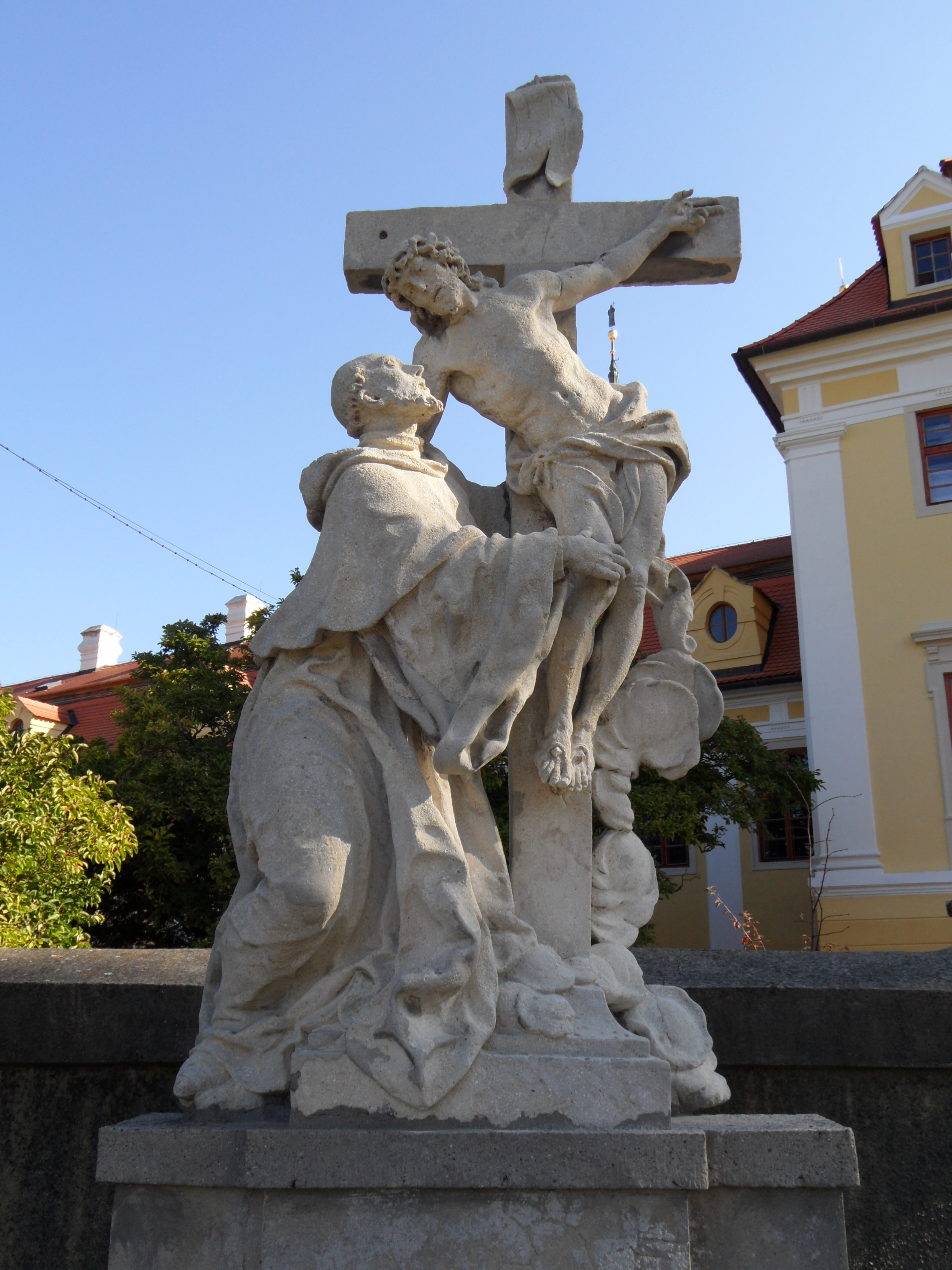
Sousoší sv. Bernarda z Clairvaux, Velehrad (1767)
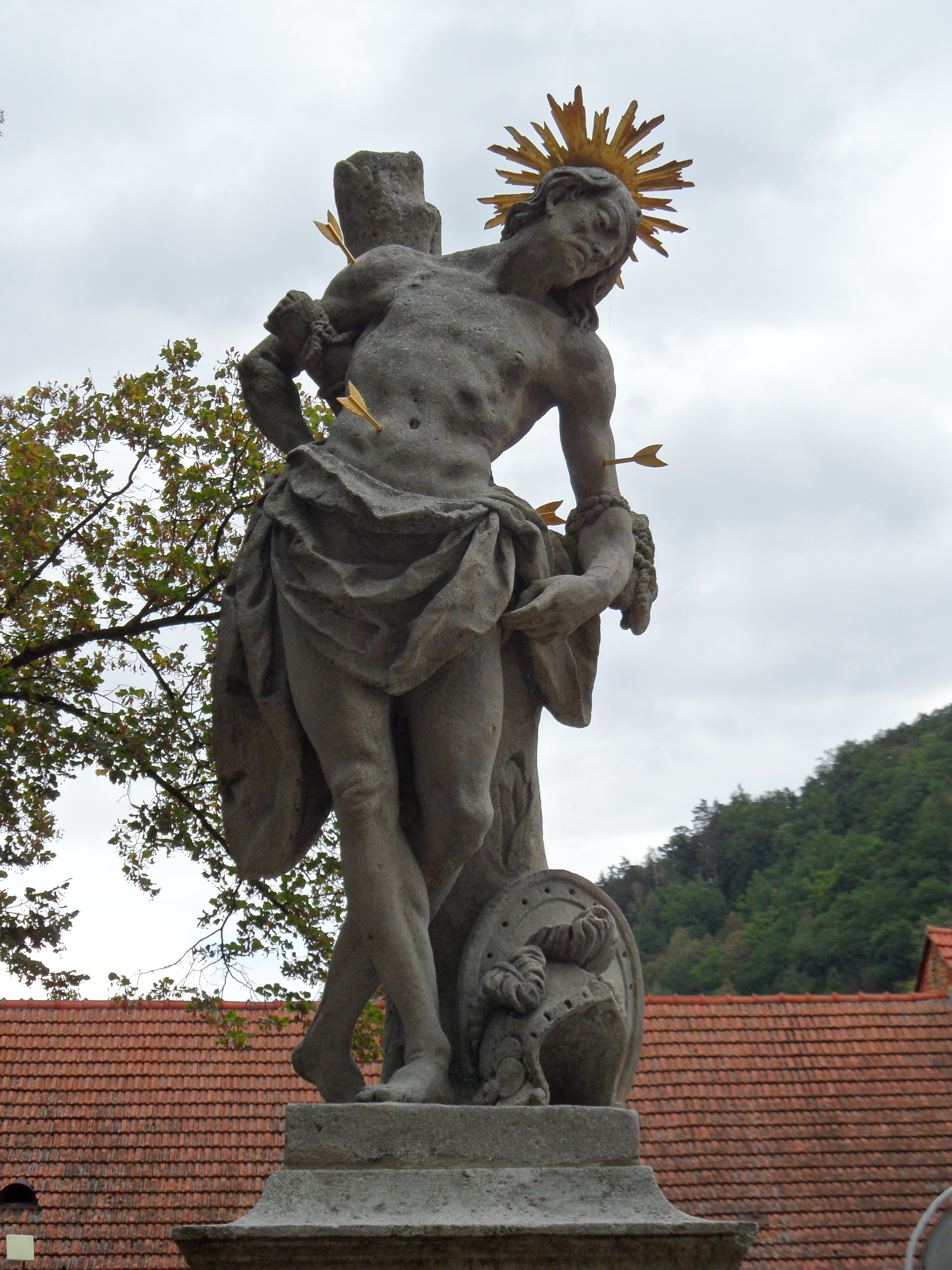
Socha sv. Šebestiána, Doubravník (1776)
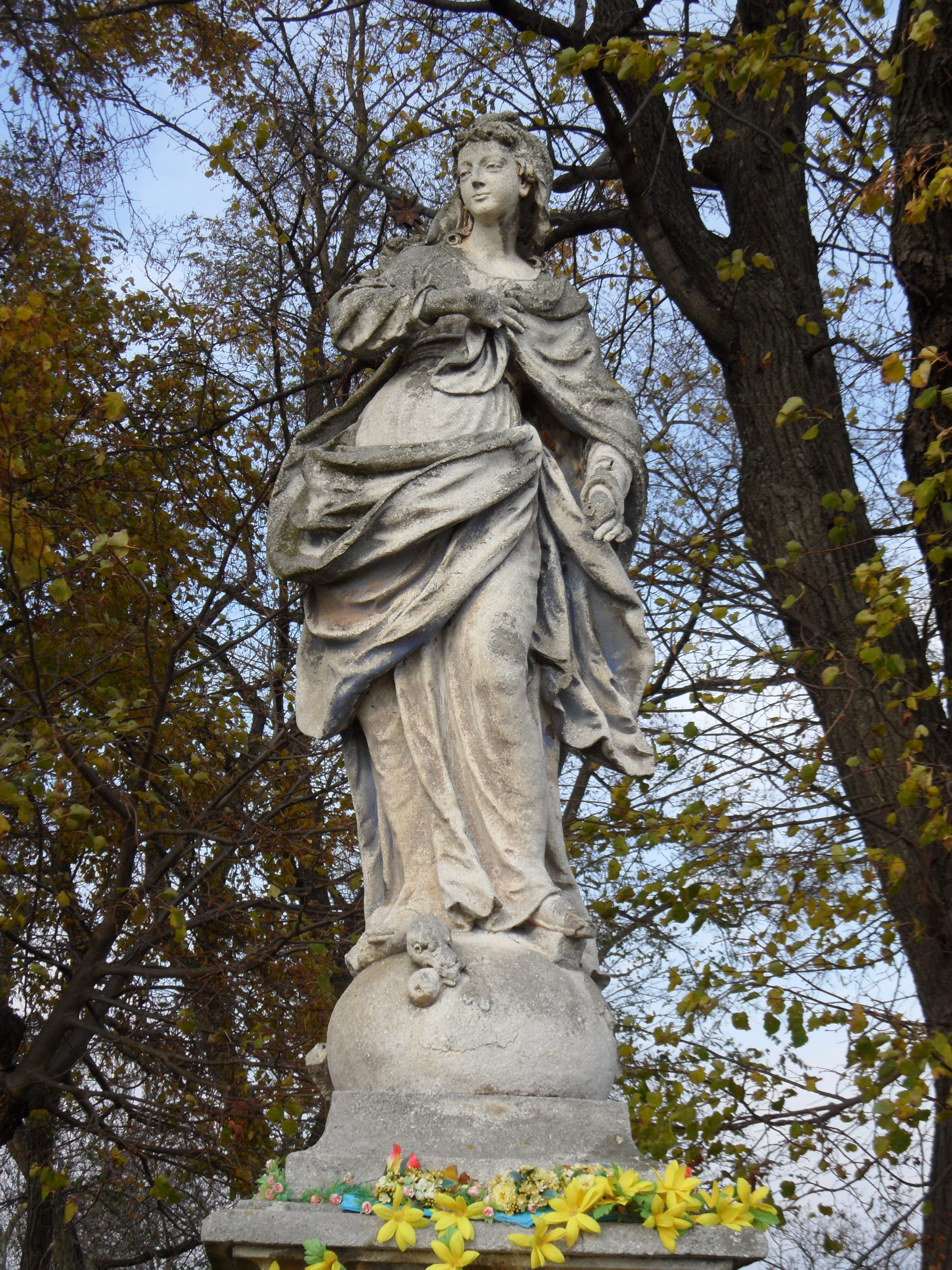
Socha Immaculaty, Hrádek u Znojma (1797)
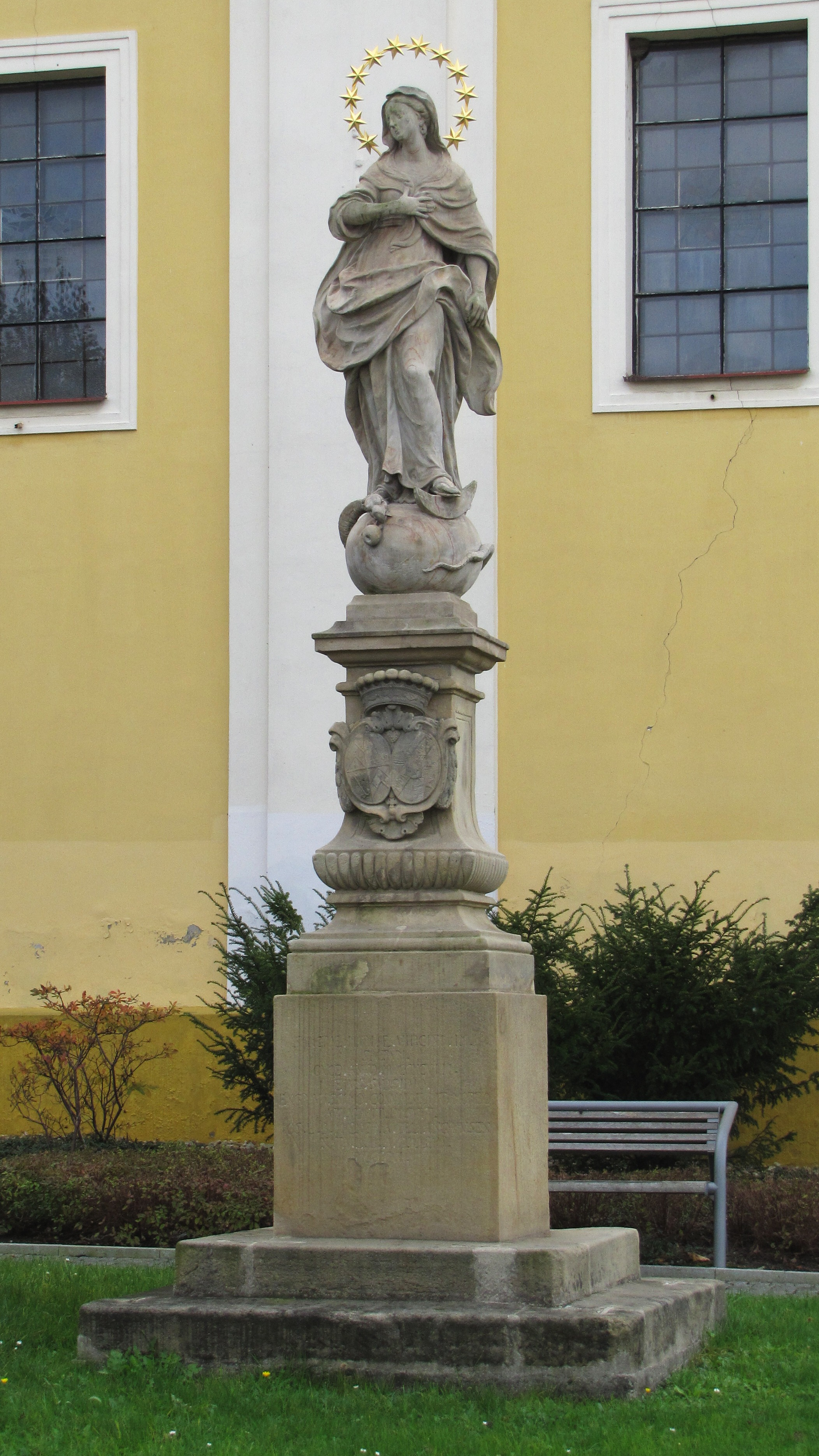
Socha Immaculaty, Koryčany (1798)
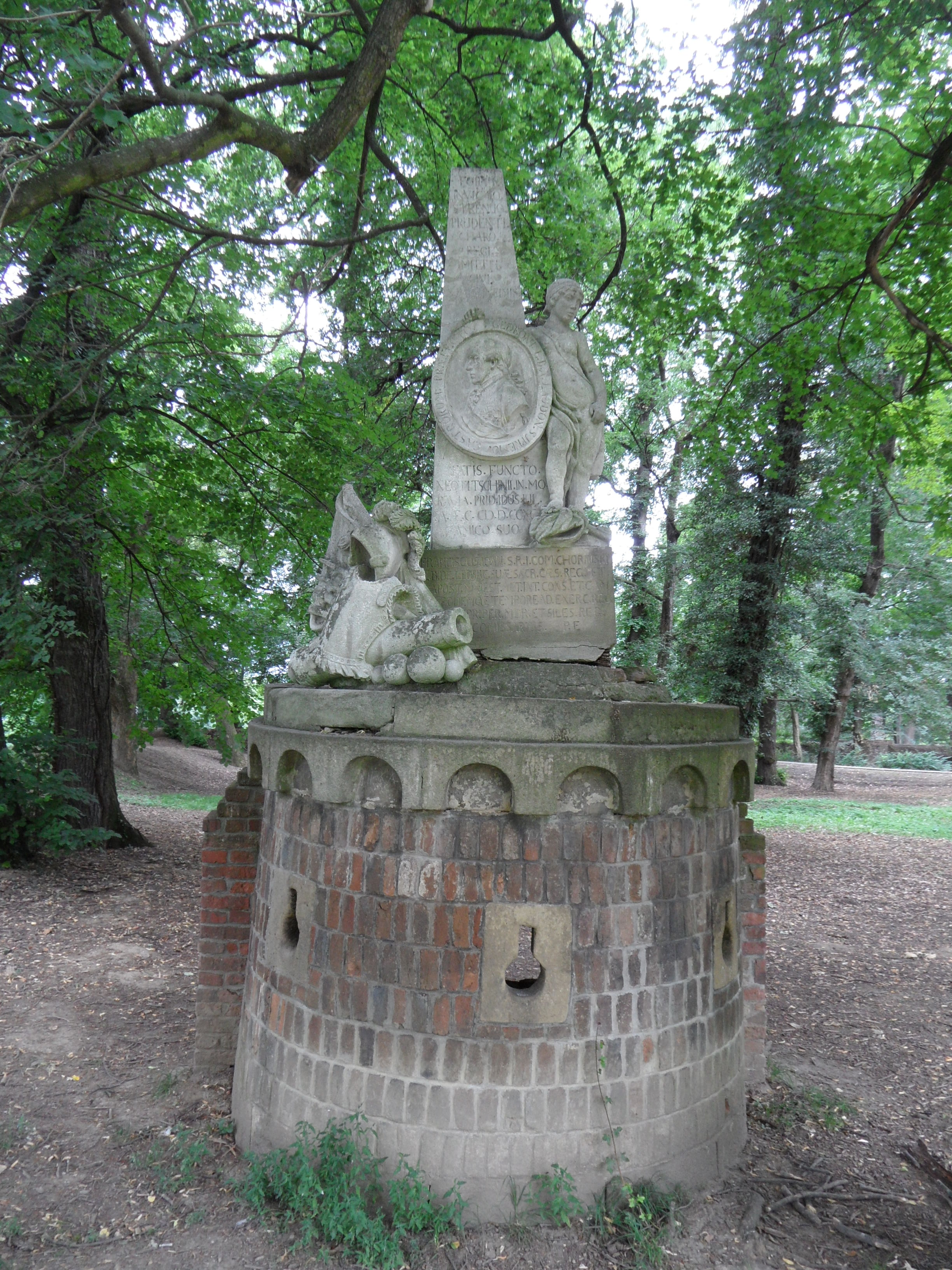
Pomník maršála Gideona Ernsta Laudona, Veselí nad Moravou (po 1790)
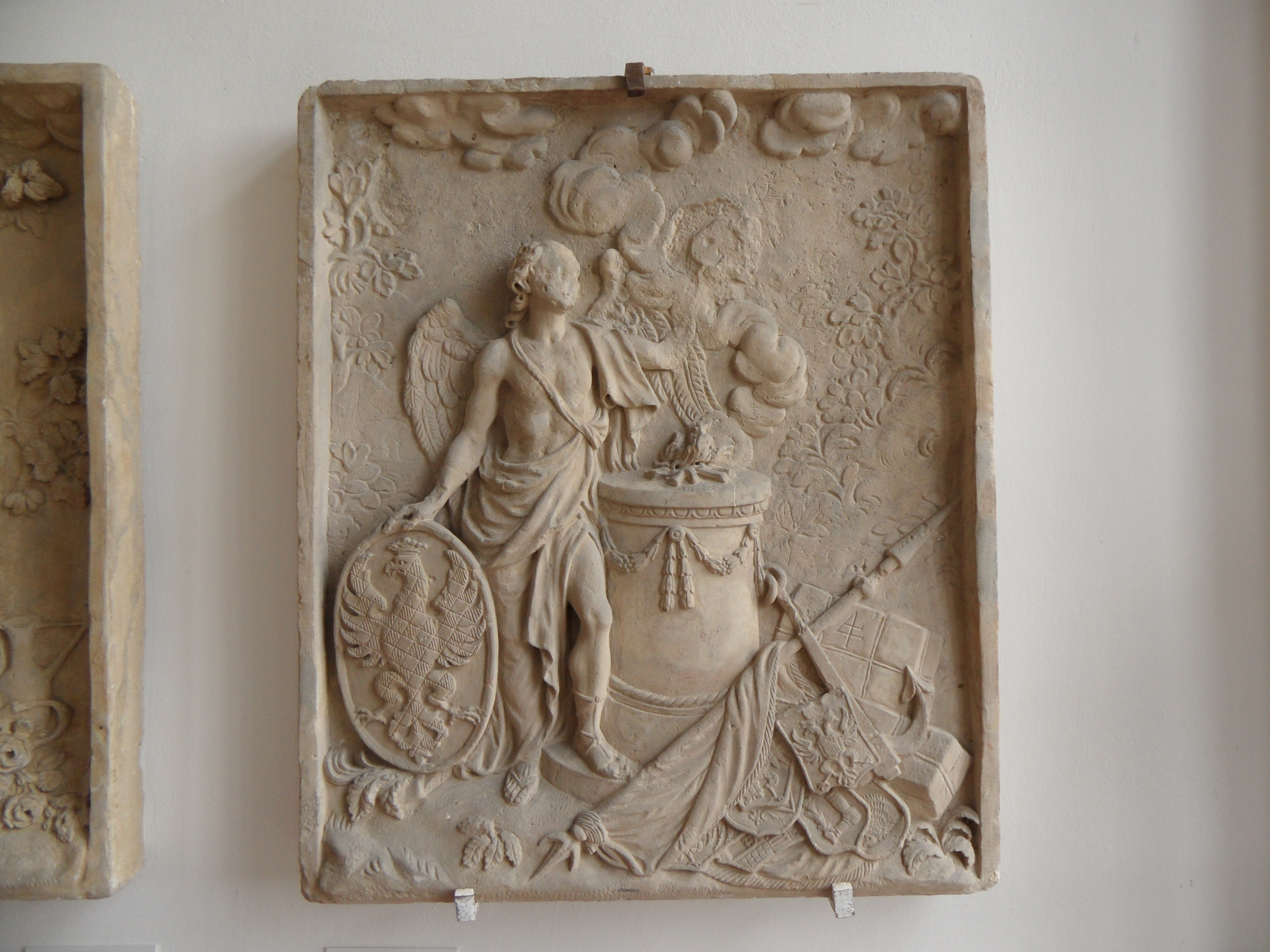
Reliéf Památka, obelisk Ignáce Schröffla, Pernštejn (1806)

### Dekoratérské práce pro světské stavby
- Adamov, zámek – výzdoba interiérů letohrádku a úpravy zámeckého areálu (1806–1807), nezachováno
- Buchlovice, zámek – řezbářská výzdoba tzv. stříbrného salonu (1795)
- Brno, Belcrediho palác – výzdoba místností paláce na Dolním trhu (dnešním nám. Svobody) (1789), nezachováno
- Dolní Rožínka, zámek – vybavení mineralogického kabinetu (1791–1792), spolupráce s bratrem Tomášem Schweiglem, nezachováno
- Napajedla, zámek – podíl na štukové výzdobě tzv. zrcadlového sálu (před 1772)
- Zdislavice, zámek – štukové medailony Antonína Kaschnitzka z Weinberga a jeho manželky Marie Rozálie na zdech slavnostního sálu (1789)

### Muzejní sbírky
- Opava, Slezské zemské muzeum – model hlavního oltáře pro cisterciácký kostel Nanebevzetí Panny Marie na Starém Brně (kol. 1762), sochy sv. Heleny, sv. Konstantina a sv. Floriána z poutního kostela na Cvilíně u Krnova (1764–1766)
- Uničov, Muzeum baroka – sochy sv. Konstantina, sv. Heleny, sv. Karla Boromejského a sv. biskupa (60. léta), původně na bočních oltářích bývalého minoritského kostela Povýšení sv. Kříže
- Praha, Uměleckoprůmyslové muzeum – schránka na hodiny se sedící postavou Minervy (kol. 1772), (dílna), stroj Sebastian Kürz, konzolové hodiny se Selene a Endymiónem? (asi 90. léta), (dílna), stroj Sebastian Kürz
- Hrad Šternberk – konzolové hodiny s Chronem a Minervou (asi 90. léta), stroj Sebastian Kürz
- Vlastivědné muzem, Olomouc – stojací hodiny (asi 90. léta), stroj Georg Schwarz
- Znojmo, Jihomoravské muzeum – štukové portréty opatů premonstrátského kláštera v Louce Hermenegilda Mayera a Georga Lambecka (1779), (okruh), původně asi nad vchody do klášterní knihovny nebo muzea

### Brno

#### Výzdoba kostelů

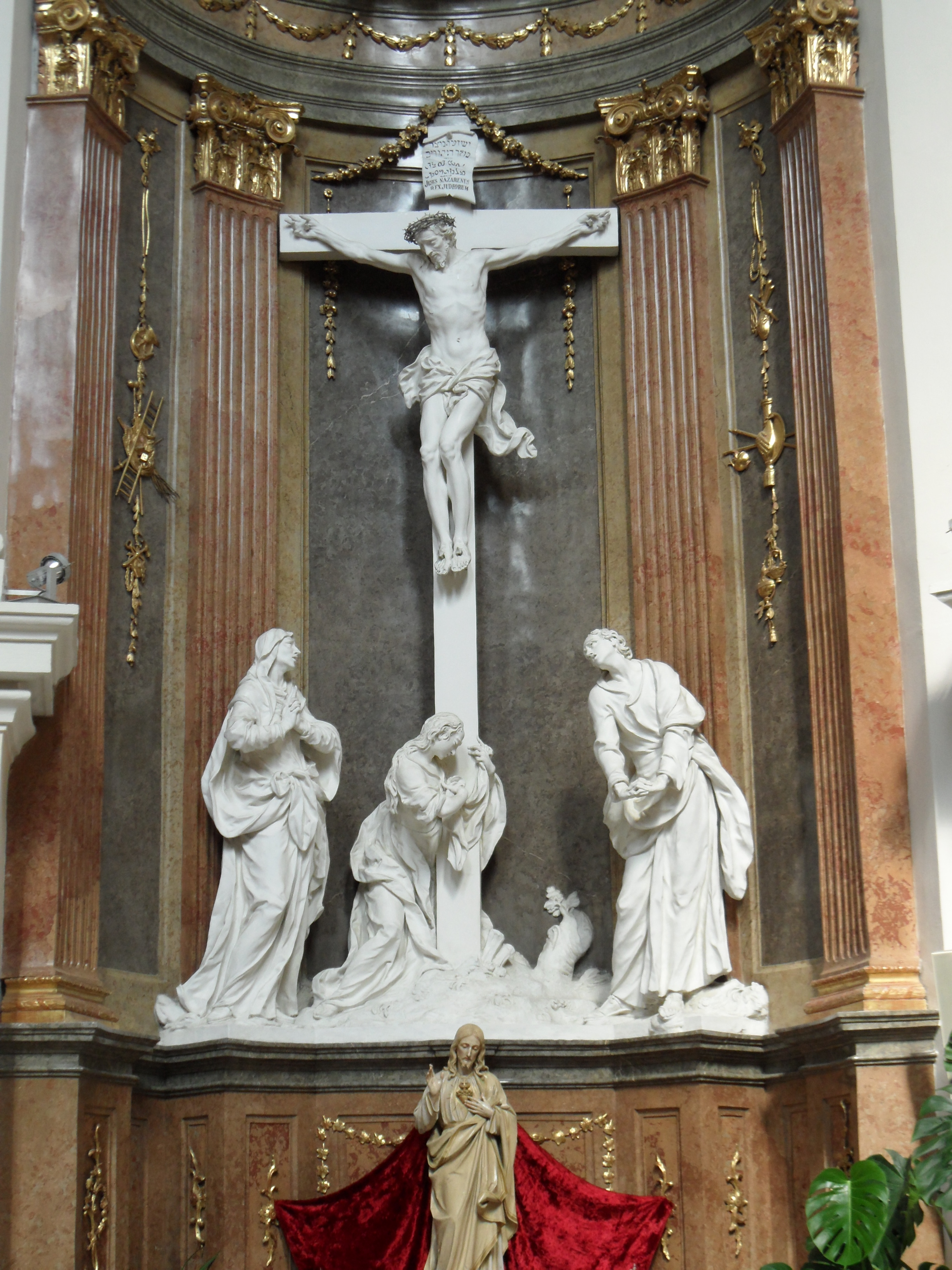
Oltář sv. Kříže, katedrála sv. Petra a Pavla (1777)

- Katedrála sv. Petra a Pavla – návrh interiéru, kazatelna (1774–1775), boční oltáře sv. Kříže, sv. Cyrila a Metoděje, sv. Prokopa a sv. Václava a vázy s postavami géniů na římsách (1777), hlavní oltář (1778), odstraněn roku 1891, zachovány pouze reliéfy ze života sv. Petra a Pavla uložené v biskupské rezidenci, reliéfy nad vchody do předsíní – Ježíš a Zacheus a Vyhnání penězoměnců z chrámu, alegorické sochy na římsách konch oltářů (1780), dřevěná poprsí sv. Cyrila, Metoděje, Jana Nepomuckého a Jana Sarkandera v kněžské sakristii (1779), (dílna), úprava východní stěny mariánské kaple, oprava Breinerova tabernáklu (1783), boční oltáře sv. Barbory a sv. Jana Křtitele (1790), štukový reliéf Zvěstování Panně Marii (1795)
- Kostel sv. Jakuba – sochařská výzdoba oltářů (1765–1770), sochy byly v roce 1865 sejmuty a roku 1947 převedeny do sbírek Muzea města Brna, část je vystavena v expozici na Špilberku a Moravské galerie, na oltáři Nejsvětější Trojice se dnes nachází dvojice soch sv. Jáchyma a sv. Anny pocházející z oltáře kaple Paláce šlechtičen
- Bývalý dominikánský kostel sv. Michala – boční oltář sv. Jana Nepomuckého (před 1770), rám predelového obrazu sv. Karla Boromejského na oltáři sv. Tomáše Akvinského, boční oltáře sv. Rozálie, sv. Máří Magdaleny a sv. Dominika, svatostánek na oltáři sv. Vincence (1770–1773)
- Bývalý františkánský kostel sv. Maří Magdalény – hlavní oltář (1763), část soch na bočních oltářích sv. Františka z Assisi, Neposkvrněného početí Panny Marie a sv. Josefa, boční oltář sv. Kříže (1759–1761), ostatní sochy od Jakuba Scherze a Antonína Rigy, na průčelí v nikách sochy sv. Martina z Tours a sv. Mikuláše z Myry (kol. 1760), do jeho zboření v roce 1869 byly na fasádě kostela sv. Mikuláše na nám. Svobody
- Kapucínský klášter – sochařská a řezbářská výzdoba regálů v knihovně se soškami puttů s atributy Víry, Astrologie, Obezřetnosti a Doktríny (po 1763), (dílna)

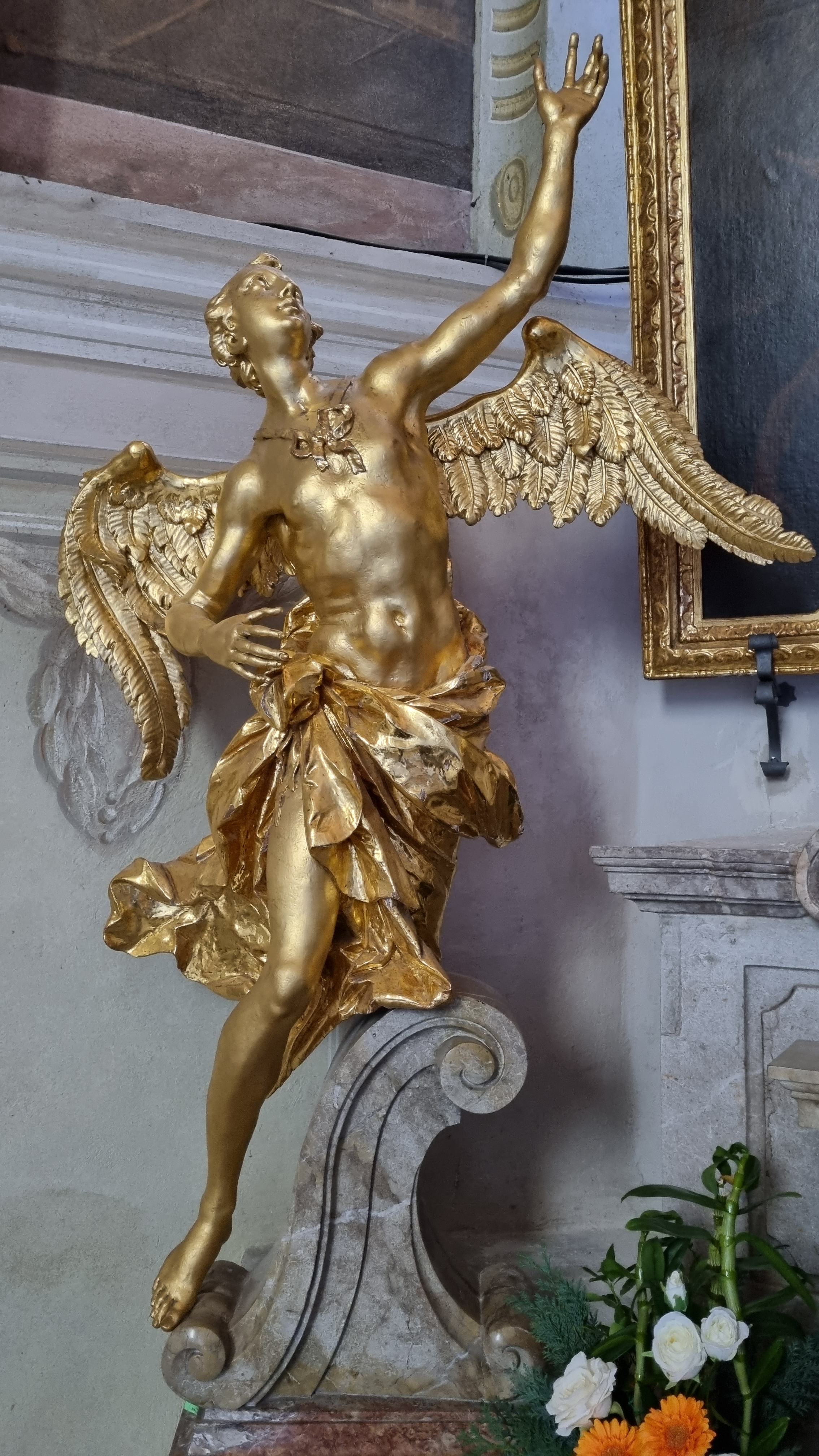
Anděl na oltáři Andělské kaple, kostel Nejsvětější Trojice v Králově Poli (1772)

- Bývalý voršilský kostel sv. Josefa – hlavní oltář, sousoší sv. Voršily se sv. Kordulou (rekonstrukce, zničeno roku 1944) a sousoší sv. Angely Merici s dětmi nad vchody do sakristie, oltáře sv. Augustina a sv. Jana Nepomuckého, kazatelna a protějšková plastika Ukřižování (1802–1804)
- Jezuitský kostel Nanebevzetí Panny Marie – dvojice adorujících mouřenínů v kapli sv. Františka Xaverského (kol. 1765)
- Kaple paláce Šlechtičen (60. léta) – dvojice bočních oltářů se sochařskou výzdobou – dochovány pouze sochy sv. Jáchyma a sv. Anny, přenesené v 50. letech 20. století na oltář Nejsvětější Trojice v kostele sv. Jakuba
- Kostel milosrdných bratří sv. Leopolda – hlavní oltář, boční oltáře, sv. Karla Boromejského, sv. Jana z Boha, sv. Františky Římské, sv. Kříže, kazatelna a protějšková schránka na kopii Mariazellské Madony, sochařská výzdoba varhanní skříně (1769–1778), (dílna)
- Kaple sv. Alžběty Durynské při klášteře alžbětinek – dvojice tabernáklů s anděly na hlavním a bočním oltáři (dílna), řezbářská a sochařská výzdoba regálu a skříně lékárny se sochami sv. Kosmy a Damiána (okruh), lékárna byla v roce 1908 odkoupena Muzeem města Brna a je dnes prezentována v expozici na Špilberku
- Staré Brno, bývalý cisterciácký kostel Nanebevzetí Panny Marie – hlavní oltář, boční oltáře sv. Benedikta, sv. Bernarda z Clairvaux, Čtrnácti sv. pomocníků(dílna), Všech svatých(dílna) a kazatelna (1762–1765), oltář P. Marie Bolestné a nezachovaný oltář sv. Kříže (1784)
- Královo Pole, bývalý kartuziánský kostel Nejsvětější Trojice – návrh a sochařská výzdoba fasády, návrh interiéru včetně tzv. Švédské kaple, hlavní oltář (1763), boční oltáře sv. Apolonie a sv. Barbory (kol. 1765), oltář v Andělské kapli (1772), kamenný znak Cella Trinitatis na zdi zpovědní chodby (dílna), do roku 1888 součást portálu zbořeného Domu královopolské kartouzy v Jakubské ulici, portál přemístěn do dvora novostavby školy Rašínova 3
- Zábrdovice, bývalý premonstrátský kostel Nanebevzetí Panny Marie – návrh interiéru, hlavní oltář, sochy sv. Norberta a sv. Augustina, boční oltáře sv. Norberta a sv. Augustina, epitaf Lva z Klobouk a kazatelna, oltář v kapli Krista Trpitele, dva reliéfy v presbytáři – Betsabé přimlouvající se u krále Šalamouna a Královna Ester prosící za zachování židovského národa, křtitelnice, výzdoba kruchty a oratoří (1781–1782, 1787)
- Obřany, kostel sv. Václava – hlavní oltář (1805), (dílna)
- Líšeň, kostel sv. Jiljí – zlacený tabernákl v bývalé kapli sv. Kříže (60. léta), (dílna), původně snad součástí hlavního oltáře nebo vytvořen pro poutní kapli na nedalekém vrchu Kostelíček

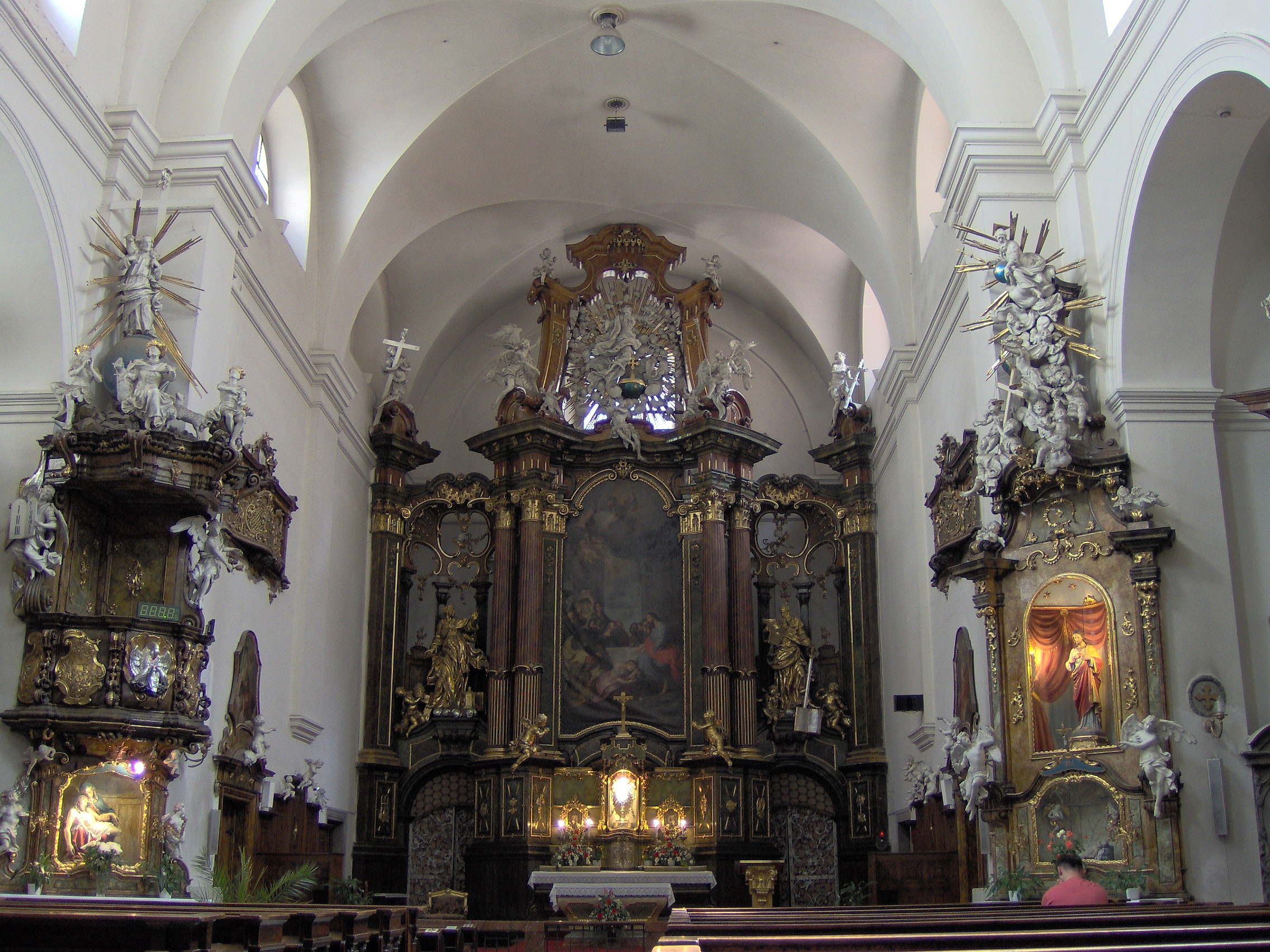
Hlavní oltář, kostel sv. Máří Magdalény (1763)
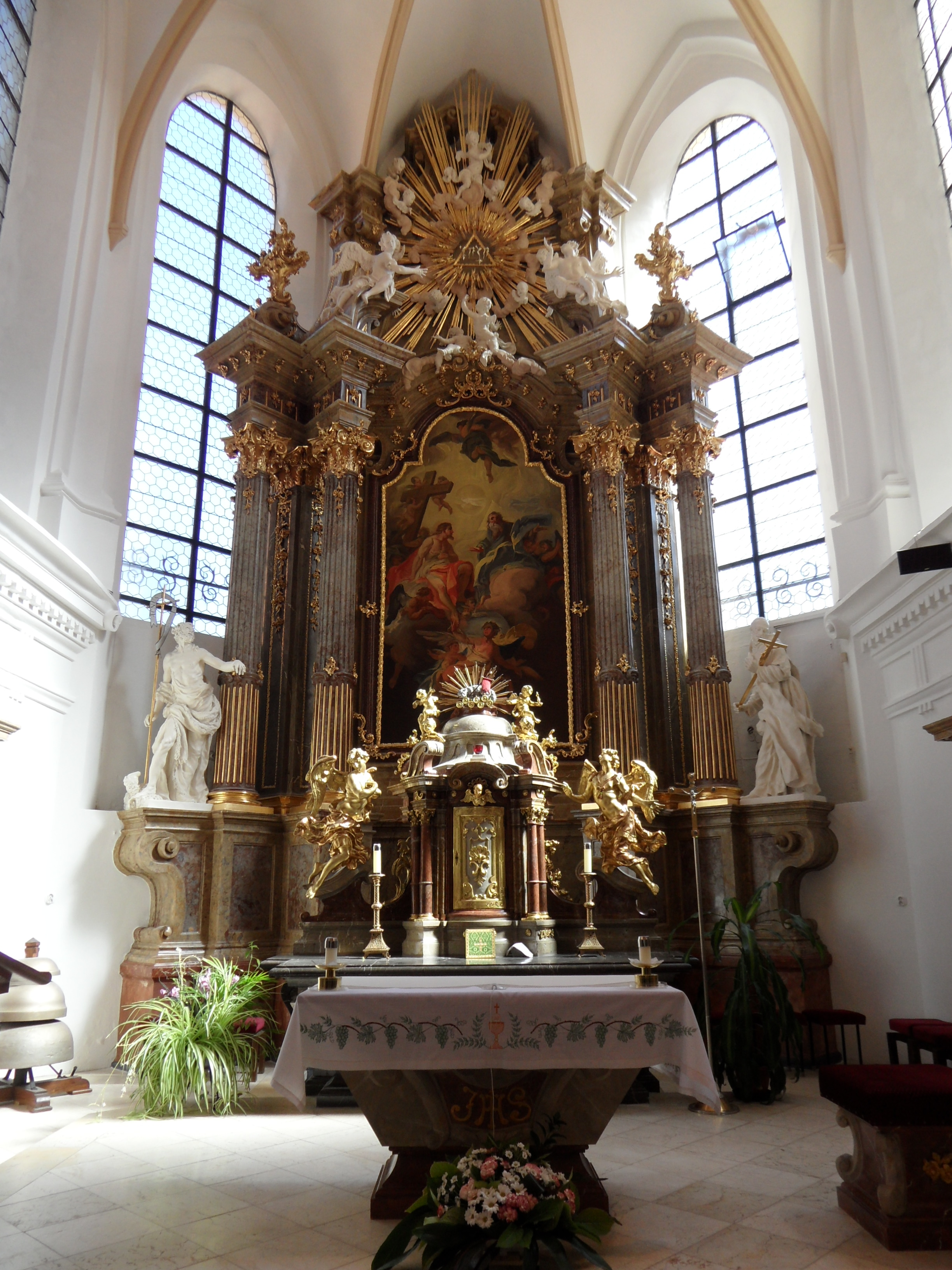
Hlavní oltář, kostel Nejsvětější Trojice, Královo Pole (1763)
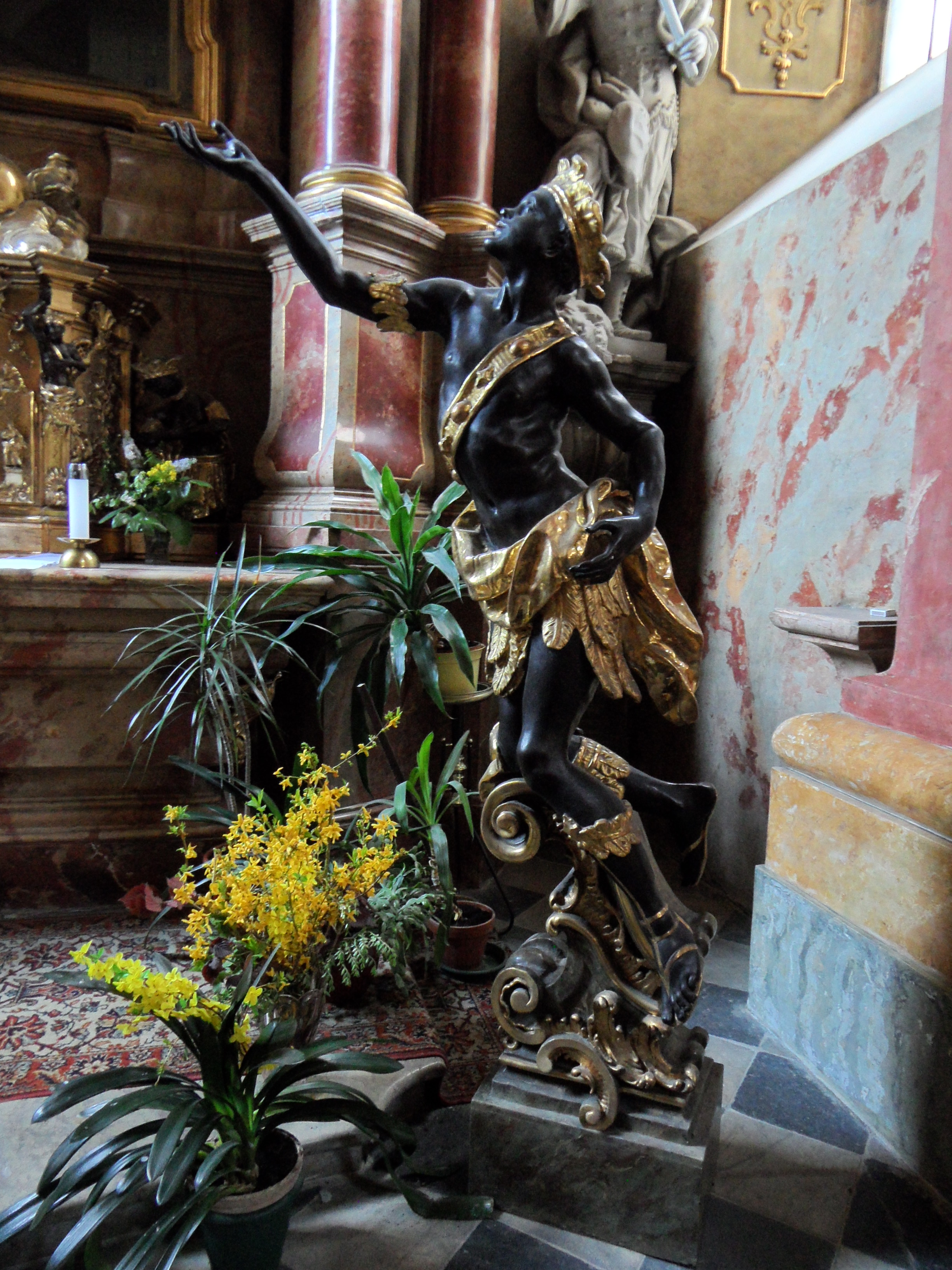
Socha mouřenína, kostel Nanebevzetí P. Marie (kol. 1765)
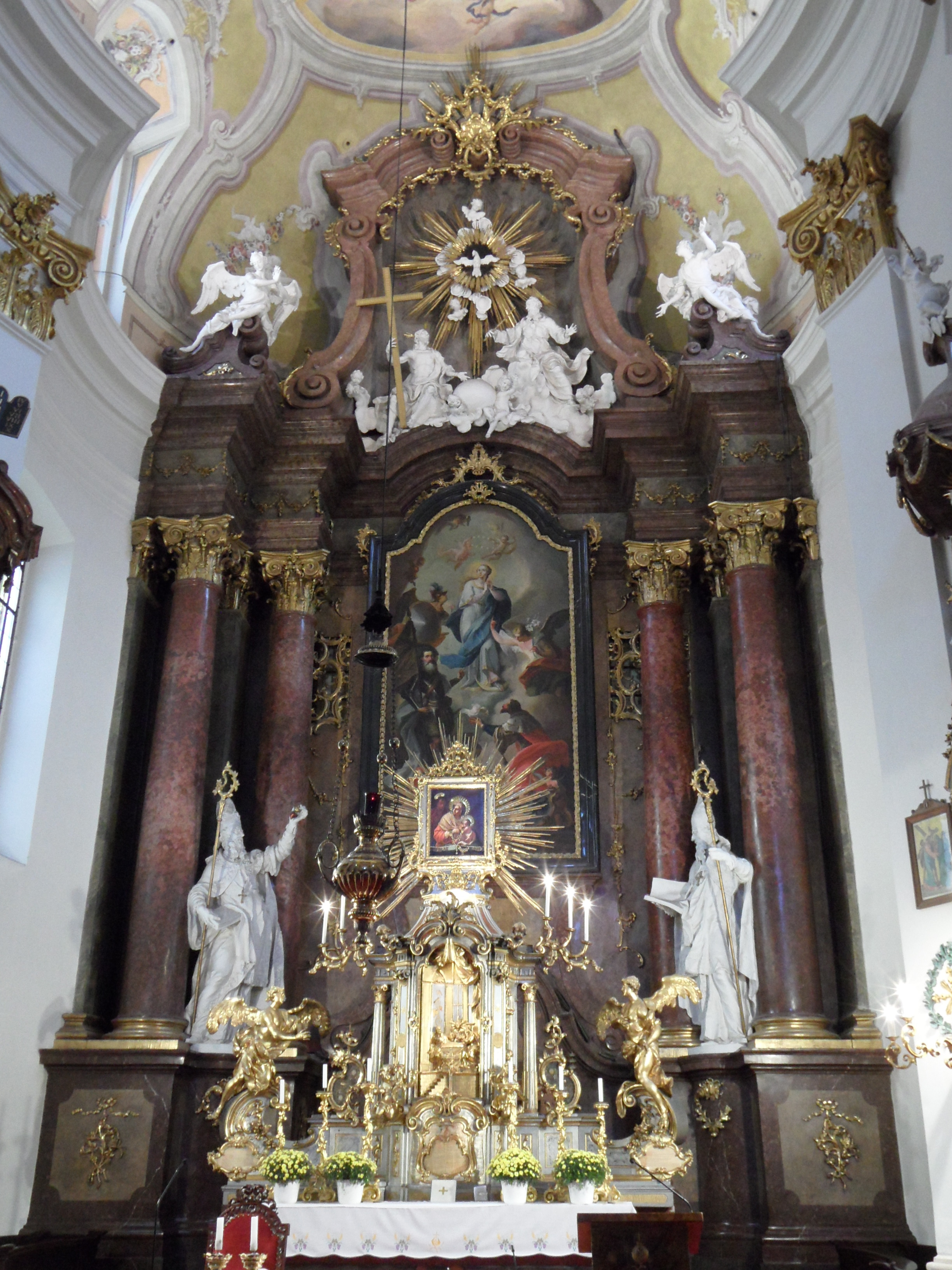
Hlavní oltář, kostel sv. Leopolda (kol. 1775)
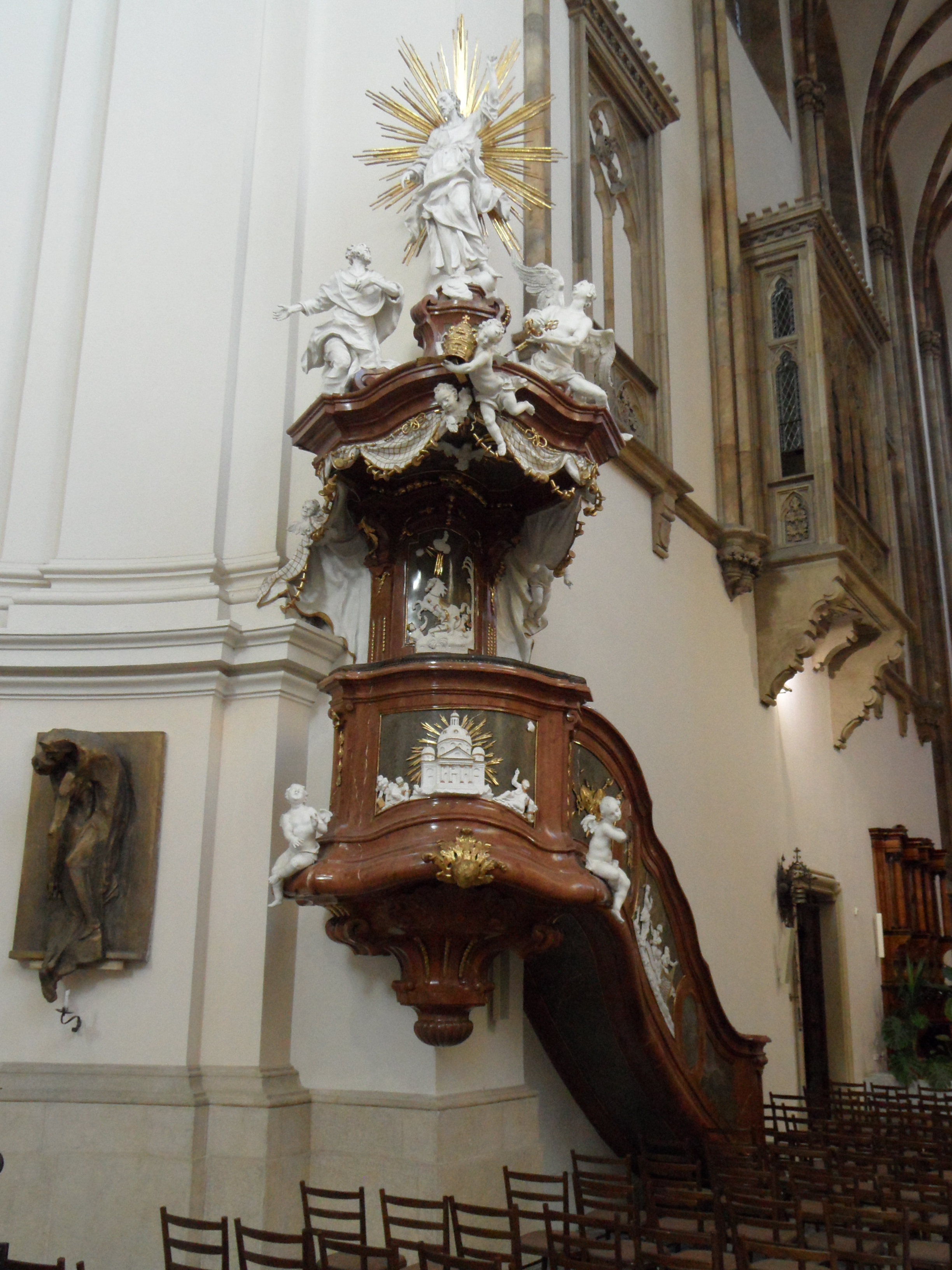
Kazatelna, katedrála sv. Petra a Pavla (1774–1775)
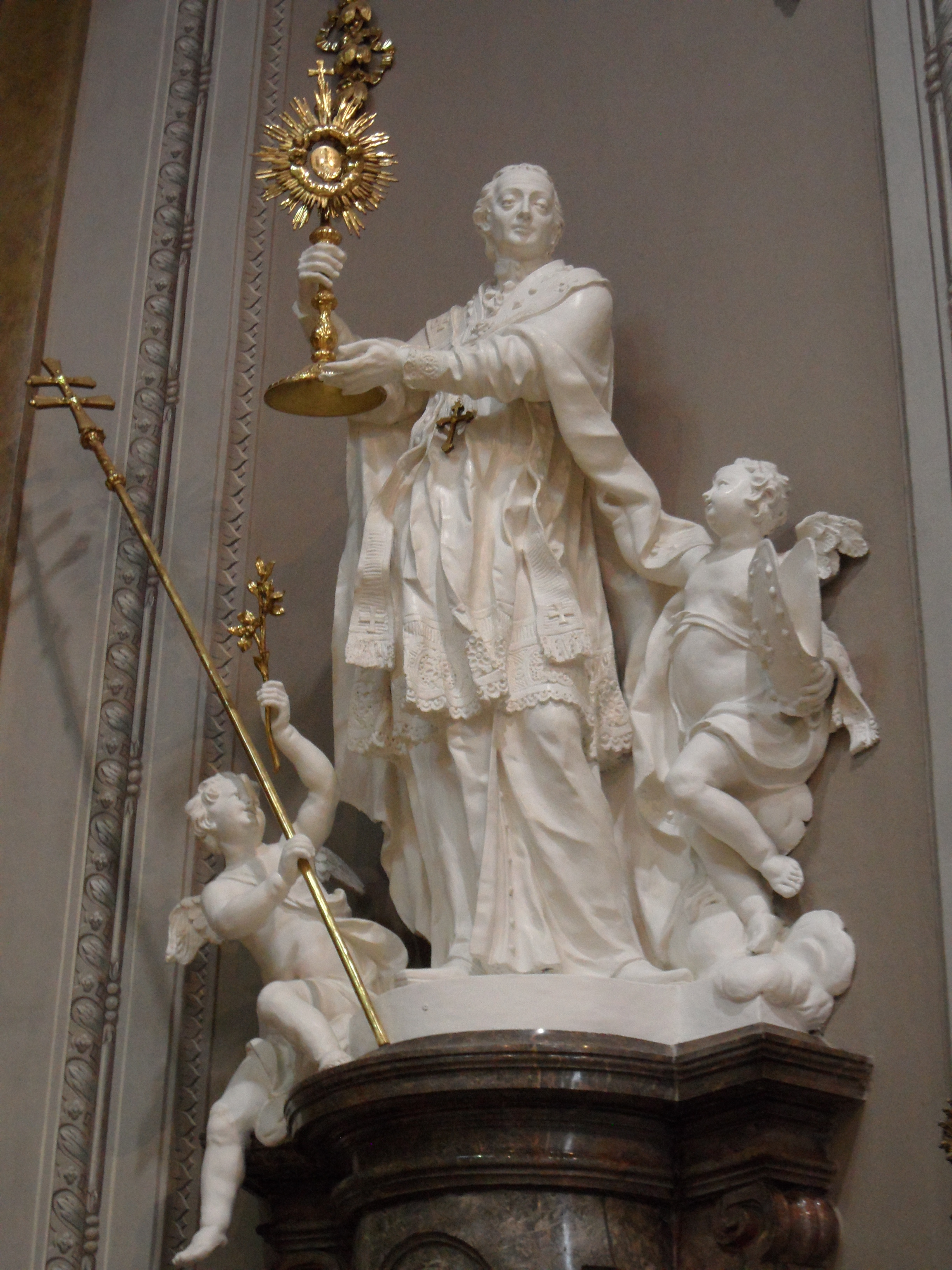
Socha sv. Norberta, kostel Nanebevzetí P. Marie, Zábrdovice (1781–1782)
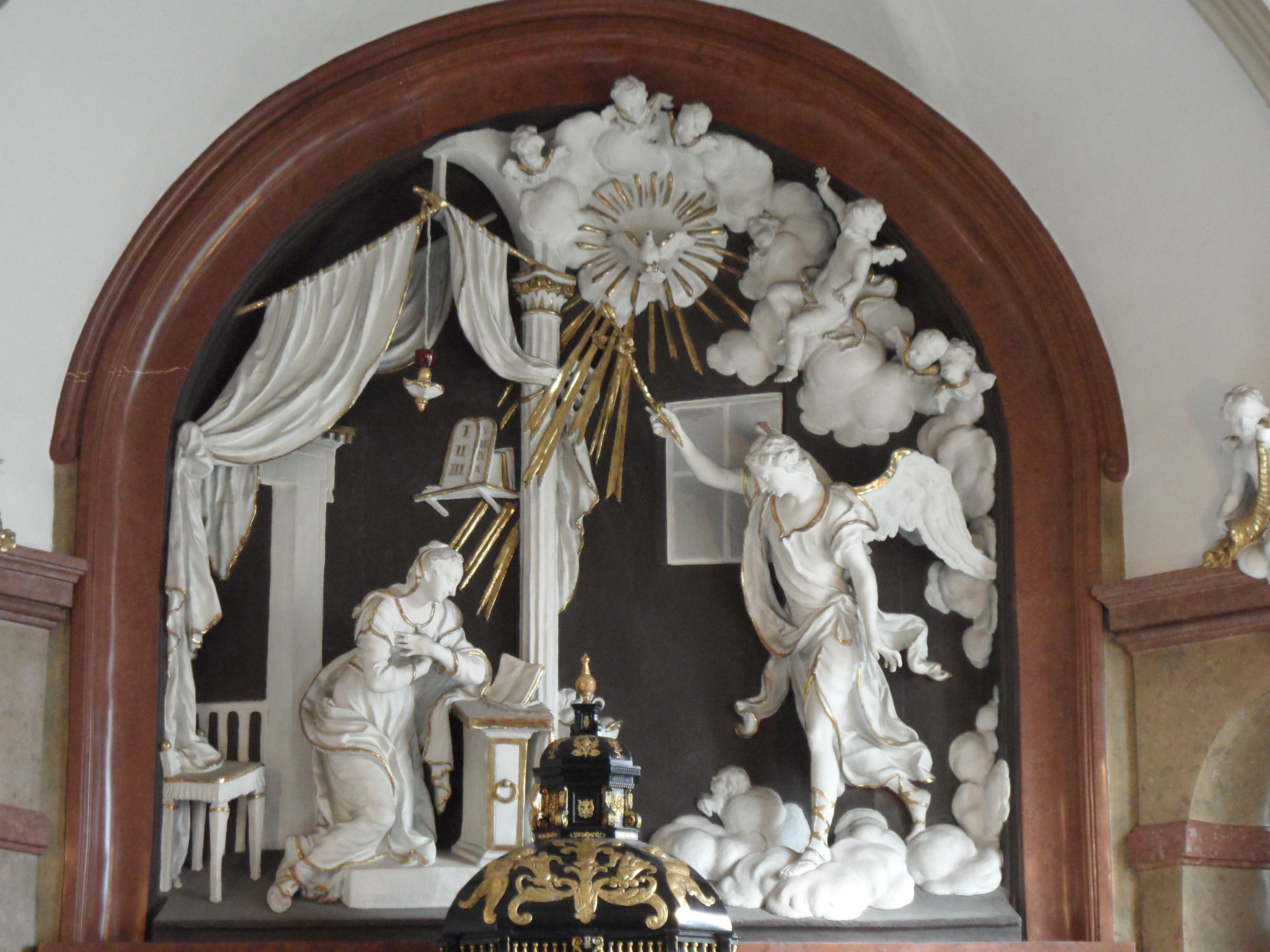
Reliéf Zvěstování, katedrála sv. Petra a Pavla (1795)

#### Venkovní realizace

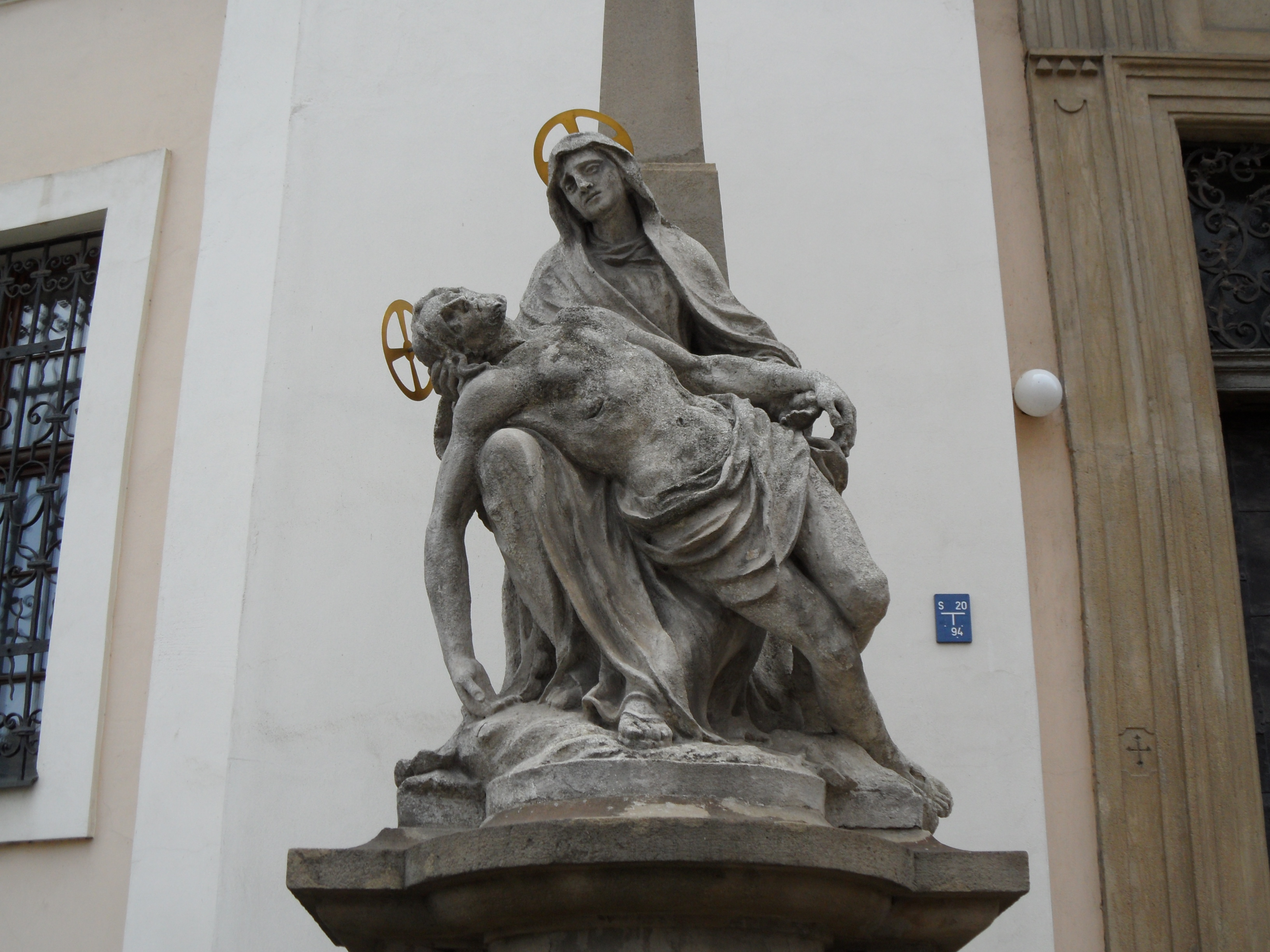
Pieta, Štýřice (1799)

- Pieta před kostelem sv. Leopolda u nemocnice milosrdných bratří (1799), původně na nedalekém starém mostě přes Svratku, který stál na místě dnešního
- Kamenný kříž s ukřižovaným Kristem v zahradě biskupské rezidence (1799), původně byl součástí kalvárie postavené na jedné z teras pod Petrovem
- Výzdoba portálu hostince U černého orla (1792), supraporta s moravskou orlicí a medailonem císaře Leopolda II. a pamětním nápisem upomínající na pobyt tří císařů (Josefa II., Leopolda II. a Františka II.), supraporta byla po zboření hostince v roce 1874 přemístěna do nádvoří nově postaveného činžovního domu Orlí 7, kamenný orel z nároží byl roku 2018 umístěn na fasádu současného domu[22]
- Sousoší Nejsvětější Trojice před kapucínským kostelem (1792), nezachováno, odstraněno 1920[23]
- Kašna s alegorickou sochou Moravy před dikasteriálním domem (býv. augustiniánský klášter) na Moravském náměstí (po 1783), nezachováno
- Náhrobek prvního brněnského biskupa Matyáše F. Chorinského (kol. 1786) a další náhrobky na městském hřbitově, nezachováno

#### Muzea

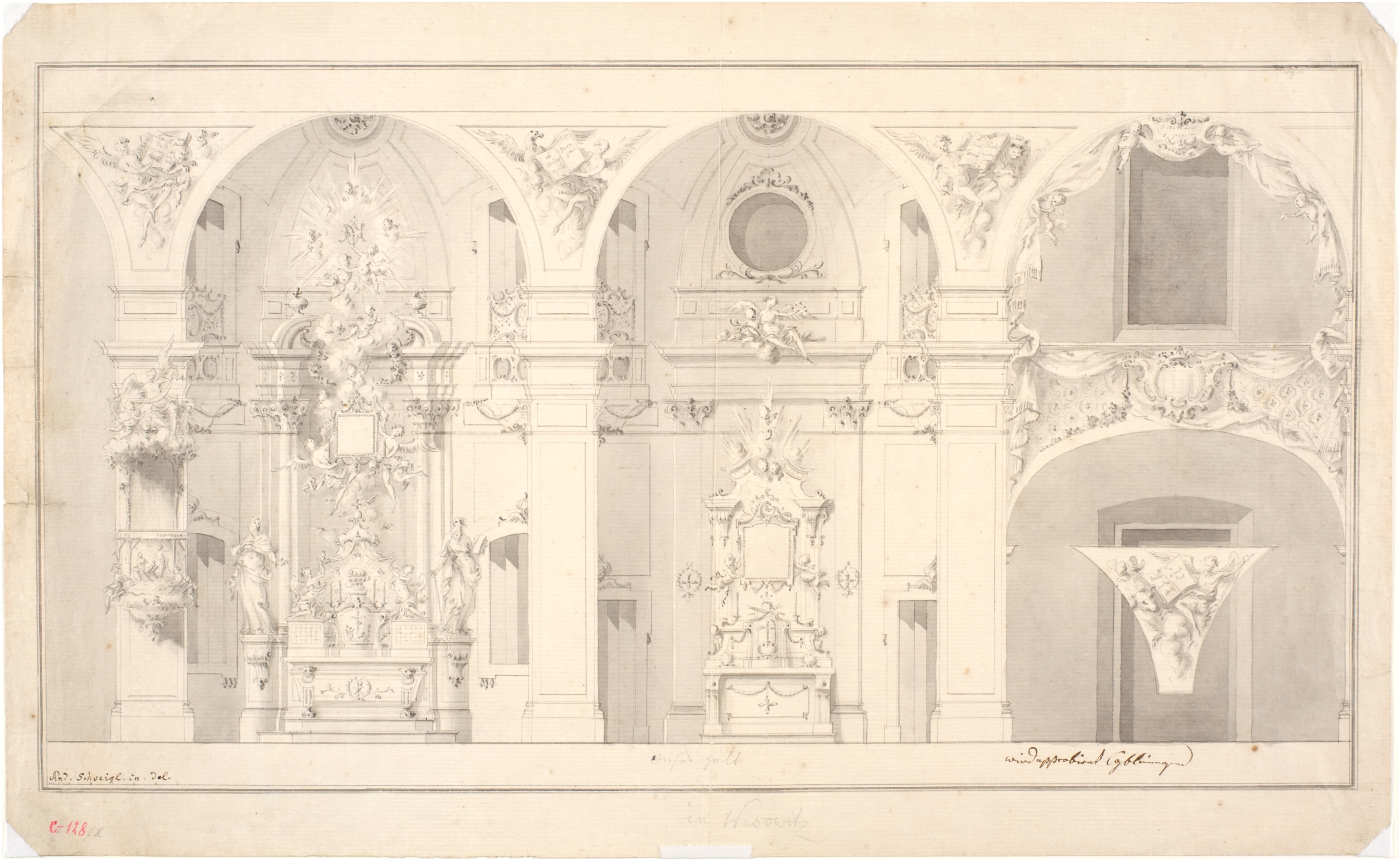
Návrh interiéru zámecké kaple ve Vizovicích (před 1774), Moravská galerie v Brně

- Muzeum města Brna – soubor soch z kostela sv. Jakuba (1765–1770), přibližně 16 velkých plastik (sv. Zachariáš, sv. Alžběta, sv. Pavel, sv. Petr, archanděl Rafael, sv. Jan Křtitel, sv. Hildegarda, sv. Jan Evangelista a dále 8 andělů, částečně z nástavců oltářů), část (6 soch) je vystavena ve stálé expozici Rakouská Morava: Galerie starého umění na Špilberku, model kostela z pomníku královny Elišky Rejčky z cisterciáckého kostela na Starém Brně, pomník byl zničen 1805
- Moravská galerie v Brně[24] – dvojice puttů (1780), busta světice, která je pravděpodobně fragment větší sochy (Panny Marie ze Zvěstování?) (60. léta), socha bohyně Diany (kol. 1800) socha boha Apollóna, sochy Panny Marie a sv. Jana ze skupiny Kalvárie, socha světice (dílna), sochy dvou světců (kol. 1770–1790), dále několik rokokově-klasicistních hodin s řezbami ze 3. čtvrtiny 18. století (dílna), v archivu je uloženo 41 určených Schweiglových návrhů a kreseb

## Výzkum a prezentace života a díla
Život a dílo Ondřeje Schweigla v kontextu dobové tvorby bylo v letech 2012–2014 zkoumáno pracovníky semináře dějin umění Masarykovy univerzity v rámci grantového projektu Sochař Ondřej Schweigl, úloha umělce a proměna umění na prahu moderní éry (1760–1815). Výstupem z tohoto bádání byla fotografická dokumentace a sepsání sochařova díla, několik vědeckých studií a odborné přednášky.

### Výstavy
- Ondřej Schweigl – 20. prosince 1947 – 2. ledna 1948, Dům umění města Brna[26]
- Na rozhraní epoch – Sakrální prostor v pojetí sochaře Ondřeje Schweigla (1735–1812) – 11. června – 27. září 2015, Diecézní muzeum v Brně[27][28]

#### Prameny
- SCHWEIGL, Andreas. Anmerkung der bildendne Künste im Betreff der schonen Gebauden, Malereien und Statuen in Mähren. 1784/1785–1809. Moravský zemský archiv, fond G 11, č. 196.
- SCHWEIGL, Andreas. Ein vom brünner Bildhauer Andreas Schweigl eigenhändig verfasstes Verzeichnis seiner Arbeiten. Moravský zemský archiv, fond G 11, č. 60.
- SCHWEIGL, Andreas. Verzeichniß der Maler, Bildhauer, Steinschneider etc. in Brünn von 1588 – 1800. 1784. Moravský zemský archiv, fond G 11, č. 787.
- CERRONI, Jan Petr. Skizze einer Geschichte der bildenden Künste in Mähren I., II., III. 1807. Moravský zemský archiv, fond G 12, č. 32-34.
- CERRONI, Jan Petr. Sammlung über Kunstsachen vorzüglich in Mähren. Moravský zemský archiv, fond G 11, č. 715.
- HORŇANSKÁ, Milena. Moravský sochař Ondřej Schweigl (diplomní práce). Seminář dějin umění Filozofické fakulty UJEP v Brně. Brno, 1956.
- JANDA, Petr. Hlavní oltář v kostele Nalezení svatého kříže v Doubravníku (diplomní práce). Seminář dějin umění Filozofické fakulty MU v Brně. Brno, 2009.
- KREJČÍ, Karel. Sochařské práce O. Schweigla na Tišnovsku (disertační práce). Seminář dějin umění Filozofické fakulty UJEP v Brně. Brno, 1930.
- MÁCAL, Radovan. Maliarska a sochárska výzdoba kostola sv. Márie Magdalény v Brne v dobe baroka (diplomní práce). Seminář dějin umění Filozofické fakulty MU v Brně. Brno, 2011.
- MLÁDKOVÁ, Ivana. Ondřej Schweigl – pomník maršála Laudona ve Veselí nad Moravou (diplomní práce). Seminář dějin umění Filozofické fakulty MU v Brně. Brno, 2007.
- OLŠOVSKÝ, Jaromír. Barokní sochařství v Rakouském Slezsku (disertační práce). Seminář dějin umění Filozofické fakulty MU v Brně. Brno, 2006.
- OPOČENSKÁ, Radka. Barokní sochařská výzdoba v kostele sv. Františka Xaverského v Uherském Hradišti (diplomní práce). Seminář dějin umění Filozofické fakulty MU v Brně. Brno, 2011.